# Hubert Hurkacz
Hubert Hurkacz (ur. 11 lutego 1997 we Wrocławiu) – polski tenisista, reprezentant kraju w Pucharze Davisa, triumfator profesjonalnych turniejów rangi ATP Tour, ATP Challenger Tour i ITF Men’s Circuit, finalista Australian Open 2015 w grze podwójnej chłopców, medalista mistrzostw Polski i halowych mistrzostw Polski juniorów. Pierwszy polski triumfator turnieju ATP Tour Masters 1000 – w Miami w 2021 roku; drugi polski półfinalista Wimbledonu w grze pojedynczej mężczyzn.
Najwyżej sklasyfikowany w rankingu ATP Tour w singlu był na 6. miejscu (5 sierpnia 2024), a w deblu na 30. pozycji (13 czerwca 2022). Najwyżej sklasyfikowany w juniorskim rankingu ITF był na 29. pozycji (5 stycznia 2015).
W 2018 nominowany do nagrody ATP w kategorii „Newcomer of the Year” (ostatecznie odkryciem roku uznano Australijczyka Alexa de Minaura).

## Kariera tenisowa

### Kariera juniorska
W sierpniu 2014, razem z Kamilem Majchrzakiem i Janem Zielińskim zajęli 2. miejsce w drużynowych mistrzostwach Europy juniorów.
W styczniu 2015 roku osiągnął finał gry podwójnej na wielkoszlemowym juniorskim Australian Open w parze ze Słowakiem Alexem Molčanem. W meczu finałowym przegrali wynikiem 6:0, 2:6, 8–10 z australijskim deblem Jake Delaney–Marc Polmans.

### Kariera zawodowa

#### 2014–2015
W czerwcu 2014 roku zadebiutował w zawodach ITF Men’s Circuit; podczas turnieju rangi Futures w Ślęzie po przejściu dwustopniowych eliminacji przegrał w pierwszej rundzie ze starszym o trzy miesiące Janem Zielińskim 6:4, 4:6, 2:6. Pierwsze punkty do rankingu ATP World Tour wywalczył dwa miesiące później, w swoim drugim profesjonalnym występie: na turnieju rangi Futures w Poznaniu pokonał Bartosza Wojnara 6:4, 6:2 oraz klasyfikowanego wówczas na 232. miejscu w rankingu singlowym Niemca Petera Torebko 2:6, 6:2, 6:3, lecz przegrał z Błażejem Koniuszem 5:7, 0:6.
Pierwszym seniorskim występem Hurkacza w sezonie 2015 był start w turnieju rangi ATP Challenger Tour – Wrocław Open. Grający dzięki dzikiej karcie Polak trafił na najwyżej rozstawionego Litwina Ričardasa Berankisa (wówczas 79. w rankingu ATP), ulegając mu 6:7(4), 5:7. W grze podwójnej, w parze z Michałem Przysiężnym po pokonaniu w pierwszej rundzie rozstawionej z numerem drugim pary Jesse Huta Galung–Konstantin Krawczuk 6:4, 6:3 ulegli w ćwierćfinale duetowi Andrej Martin–Peng Hsien-yin 6:7(9), 3:6. Kolejnym startem Hurkacza w profesjonalnych rozgrywkach był występ w challengerze we francuskim St. Brieuc – Polak przegrał 5:7, 2:6 w pierwszej rundzie eliminacji z Francuzem Constantem Lestiennem, który pokonał później pięciu wyżej notowanych rywali i odpadł dopiero w półfinale tych zawodów.
W maju Hurkacz wziął udział w turnieju rangi Futures w szwedzkim Båstad, w singlu po przejściu dwustopniowych eliminacji w turnieju głównym pokonał 6:1 6:2 Norwega Forberga Skogenga, 6:3, 4:6, 6:0 Fina Patrika Niklasa-Salminena oraz 7:6(10), 5:7, 6:4 Brytyjczyka Richarda Gabba, lecz w półfinale uległ swojemu rówieśnikowi z Rumunii Dragosowi Nicolae Madarasowi 6:3, 4:6, 6:7(4). W grze podwójnej w parze ze swoim trenerem, Filipem Kańczułą, ulegli 4:6, 3:6 rozstawionym z numerem trzecim łotewskim bliźniakom Mārtiņšowi i Jānisowi Podžusom.
W połowie lipca 2015 podczas challengera Poznań Open grający dzięki dzikiej karcie Polak uległ w pierwszej rundzie gry pojedynczej notowanemu wówczas na 131. miejscu rankingu ATP Brazylijczykowi André Ghemowi 2:6, 1:6. W deblu Hurkacz w parze z Janem Zielińskim ulegli w pierwszej rundzie późniejszym zwycięzcom turnieju – rozstawionej z numerem pierwszym rosyjsko-polskiej parze Michaił Jełgin–Mateusz Kowalczyk 7:5, 4:6, 2–10.
Miesiąc później w kolejnym seniorskim występie Hurkacz zagrał w turnieju rangi Futures w Bydgoszczy. W grze pojedynczej nie przeszedł eliminacji – pierwszą rundę miał wolną, w drugiej pokonał Argentyńczyka Tomasa Gorvalana (6:2, 6:3), lecz w trzeciej lepszy od Polaka (6:0, 6:4) okazał się Brazylijczyk Joao Walendowsky. W grze podwójnej, w parze z Mikołajem Jędruszczakiem pokonali w pierwszej rundzie rozstawioną z numerem 4. włoską parę Andrea Basso–Francesco Picco 6:4, 3:6, 10–6, w ćwierćfinale ulegli późniejszym triumfatorom turnieju – polskiemu duetowi Karol Drzewiecki–Maciej Smoła 7:6(3), 1:6, 5–10.
W kolejnym tygodniu Hurkacz zagrał w turnieju rangi Futures w Poznaniu – w singlu grający dzięki dzikiej karcie Polak uległ w 1. rundzie Hiszpanowi Carlosowi Gomez-Herrerze 6:3, 4:6, 1:6. W deblu, ponownie w parze z Jędruszczakiem, ulegli w pierwszym meczu późniejszym triumfatorom turnieju – rozstawionych z numerem 3. Polakom Adamowi Majchrowiczowi i Janowi Zielińskiemu 3:6, 3:6.
Trzecim występem Polaka w serii futuresów w Polsce był turniej w Bytomiu – w grze pojedynczej Hurkacz przegrał w 1. rundzie z późniejszym triumfatorem turnieju – rozstawionym z numerem 7. Chilijczykiem Bastianem Mallą 3:6, 7:6(5), 2:6. W grze podwójnej Hurkacz w parze z Szymonem Walkowem zwyciężyli w pierwszym meczu z polskim duetem Karol Drzewiecki–Maciej Smoła 6:3, 6:1. W ćwierćfinale Hurkacz i Walków zmierzyli się z rozstawionymi z numerem 3. Łotyszami Mārtiņšem i Jānisem Podžusami, mecz zakończył się kreczem Łotyszy przy wyniku 6:4, 1:0 dla Polaków. W półfinale Hurkacz i Walków pokonali rozstawionych z numerem 2. Marcina Gawrona i Pawła Ciasia 4:6, 6;2, 10–8. W finale Polacy ulegli rozstawionym z numerem 4. Czechom Janowi Kuncikowi i Petrowi Michnevowi 7:5, 5:7, 7–10.
Ostatni start Hurkacza spośród turniejów organizowany przez ITF w Polsce ma miejsce w podwrocławskiej Ślęzie – w singlu po przejściu eliminacji (w finale pokonał 6:1, 6:2 Polaka Kamila Kaletę) w meczu pierwszej rundy Polak pokonał rozstawionego z numerem 7. Łotysza Jānisa Podžusa 6:4, 6:0, w meczu drugiej rundy wygrał ze swoim równolatkiem Michałem Dembkiem 6:3, 6:3, a w meczu ćwierćfinałowym pokonał Niemca Bastiana Wagnera 6:2, 6:3. W półfinale rywalem Hurkacza był Amerykanin Konrad Zieba – Hurkacz pokonał go 6:4, 7:5 i awansował do pierwszego w karierze finału w profesjonalnych rozgrywkach, w którym pokonał rozstawionego z numerem 5. Czecha Robina Stanka 6:4, 7:6(4). W deblu – ponownie w parze z Szymonem Walkowem – wygrali ze szwedzko-rosyjską parą Marcus Mansson–Igor Zubkow 6:4, 3:6, 10–6, w ćwierćfinale przegrali z najwyżej rozstawionymi Adamem Majchrowiczem i Lucą Pancaldim 6:4, 6:7(4), 8–10.
Piąty kolejny tydzień startów Hurkacza to występ (dzięki dzikim kartom w grze pojedynczej i podwójnej) w challengerze Pekao Open w Szczecinie. W singlu Polak w pierwszym meczu wygrał z klasyfikowanym wówczas na 212. miejscu w rankingu Francuzem Tristanem Lamasinem 6:3, 6:3, w drugiej rundzie uległ najwyżej rozstawionemu w turnieju (wówczas 60. pozycja w rankingu ATP) Hiszpanowi Pablo Carreño-Buście 6:3, 4:6, 3:6. W deblu – w parze z Szymonem Walkowem – przegrali z późniejszymi zwycięzcami turnieju: francuską parą Tristan Lamasine–Fabrice Martine 5:7, 3:6.
Kilka dni później Wrocławianin wystąpił w challengerze w słowackiej Trnawie. W pierwszej rundzie eliminacji pokonał Ukraińca Sergieja Sergiienko 6:2, 6:0; w drugim spotkaniu przegrał z najwyżej rozstawionym – Włochem Riccardo Bellottim 6:3, 5:7, 1:6.
W kolejnym tygodniu Hurkacz brał udział w futuresie w portugalskim Oliveira de Azeméis. W singlu w pierwszej rundzie pokonał Japończyka Kento Yamadę 6:2, 6:3, w drugiej rundzie wygrał z rozstawionym z numerem 8. Portugalczykiem Joao Dominguesem 7:6(5), 7:5, w ćwierćfinale pokonał Hiszpana Jorge Hernando-Ruano 6:2, 6:2, a w półfinale gorszy od Polaka okazał się rozstawiony z numerem 4. Wenezuelczyk Ricardo Rodríguez-Pace (7:6(5), 6:4). W rozgrywanym tego samego dnia finale Hurkacz uległ rozstawionemu z numerem 5. Hiszpanowi Pablo Vivero Gonzalezowi 6:3, 5:7, 3:6. W deblu w tym turnieju nie brał udziału.
W kolejnym tygodniu Hurkacz grał w rozgrywanym w hali turnieju rangi futures we francuskim Nevers. Dzięki special exempt (specjalnej przepustki dla zawodników, którzy w poprzednim tygodniu zaszli tak daleko w turnieju, że nie mogli grać w kwalifikacjach do turnieju w kolejnym tygodniu) Polak uniknął eliminacji i w pierwszej rundzie zmierzył się z jednym z kwalifikantów – Holendrem Sanderem Arendsem, któremu uległ 6:4, 6:7(2), 4:6. Polak ponownie zrezygnował z turnieju deblowego.
Pod koniec października Polak wziął udział w futuresie w niemieckim Ismaning, w pierwszej rundzie przegrał z Holendrem Nielsem Lootsmą 4:6, 6:3, 3:6.
Kilka dni później Hurkacz brał udział w challengerze w niemieckim Eckental. W pierwszej rundzie eliminacji wygrał ze swoim rodakiem Marcinem Gawronem 6:7(5), 6:4, 7:5, w drugim meczu lepszy od Polaka okazał się Ante Pavić (6:2, 6:7(3), 6:3) – Chorwat po przejściu kwalifikacji odpadł dopiero w półfinale turnieju głównego.
Tydzień później Polak występował w kwalifikacjach challengera we włoskim Urtijëi. W pierwszej rundzie słabszy od Hurkacza okazał się reprezentant gospodarzy Patric Prinoth (6:3, 6:4 dla Polaka). W drugiej rundzie Wrocławianin przegrał z najwyżej rozstawionym – Chorwatem Nikolą Mekticiem 5:7, 5:7.

#### 2016
Sezon 2016 Polak rozpoczął od turnieju rangi futures w niemieckim Kaarst. W grze pojedynczej Hurkacz przegrał z najwyżej rozstawionym – Czechem Markiem Michalicką 7:5, 4:6, 2:6, w deblu (w parze z Rosjaninem Aleksandrem Bublikiem) rywalami miała być polsko-niemiecka para Andriej Kapaś-Mats Moraing, którzy oddali spotkanie walkowerem. W ćwierćfinale Polak i Rosjanin pokonali Niemców Matsa Rosenkranza i Karla Wegnera 6:3, 6:4. W półfinale pokonali kolejnych reprezentantów gospodarzy – rozstawionych z numerem pierwszym Johannesa Haerteisa i Kevina Krawietza 6:3, 4:6, 12–10. W finale lepsi od Polaka i Rosjanina byli rozstawieni z trójką: Ukrainiec Danyło Kałeniczenko i Niemiec Denis Kapric – 6:7(2), 6:4, 10–7.
W kolejnym tygodniu Polak brał udział w futuresie o puli nagród 25 000 $ w niemieckim Nußloch. W eliminacjach gry pojedynczej został rozstawiony z „4” i otrzymał wolny los w pierwszej rundzie. W drugiej przegrał z niemieckim juniorem Luisem Erlenbuschem 6:7(4), 7:6(4), 4:6.
W drugim tygodniu lutego Hurkacz brał udział w futuresie w Sunderlandzie w Wielkiej Brytanii. W pierwszej rundzie singla wygrał z reprezentantem gospodarzy – Alexisem Canterem 6:3, 6:4. W kolejnym spotkaniu pokonał innego Brytyjczyka – Luke’a Oakleya 6:0, 6:1. W ćwierćfinale lepszy od Polaka był rozstawiony z numerem pierwszym Maxime Teixeira (6:4, 6:3 dla Francuza).
W kolejnym tygodniu Hurkacz, podobnie jak rok wcześniej dzięki dzikiej karcie, brał udział w challengerze Wrocław Open. W grze podwójnej, w parze z Kamilem Majchrzakiem, przegrali z rozstawionymi z numerem drugim Niemcem Dustinem Brownem i Czechem Františkiem Čermákiem 7:5, 4:6, 4–10. W grze pojedynczej Hurkacz przegrał z rozstawionym z numerem czwartym Słowakiem Lukášem Lacko 7:6(4), 4:6, 4:6.
Tydzień później Polak startował w futuresie w portugalskim Vale Do Lobo. W grze pojedynczej pokonał (po obronieniu w drugim secie dwóch piłek meczowych) rozstawionego z numerem 8. Hiszpana Carlosa Boludę-Purkissa 3:6, 7:6(4), 7:5, w drugiej rundzie wygrał walkowerem z Włochem Andreą Basso. W ćwierćfinale Polak przegrał z rozstawionym z numerem czwartym Hiszpanem Roberto Ortegą-Olmedo 4:6, 2:6. W grze podwójnej Hurkacz i jego trener Filip Kańczuła przegrali z ukraińsko-francuską parą Witalij Szczerba–Johan Sebastien Tatlot 6:7(2), 5:7.
Po występie w Pucharze Davisa przeciwko Argentynie (porażka z Leonardo Mayerem oraz zwycięstwo z Renzo Olivo) Hurkacz wyleciał do Stanów Zjednoczonych, podczas turnieju w Indian Wells trenował m.in. z Borną Ćoriciem.
Pierwszym turniejem Polaka w USA był futures w Bakersfield. W grze pojedynczej Hurkacz przegrał z tunezyjskim kwalifikantem Moezem Echarguim 6:7(4), 6:4, 3:6. W grze podwójnej, w parze z reprezentującym Niemcy Janem Choinskim, przegrali z filipińsko-ekwadorskim deblem Francis Casey Alcantara-Gonzalo Escobar 4:6, 6:3, 5–10.
Kilka dni później Polak rozpoczął rywalizację w eliminacjach futuresa w amerykańskim Calabasas, w pierwszej rundzie Hurkacz pokonał Amerykanina Ace’a Matiasa 6:3, 6:1, w drugim meczu słabszy od Polaka okazał się inny reprezentant gospodarzy – Farzin Danny Amiri (6:3, 6:2 dla Polaka). W finale eliminacji Hurkacz wygrał z kolejnym Amerykaninem – Raleighem Smithem 6:2, 6:1. W turnieju głównym przegrał z najwyżej rozstawionym – Szwajcarem Henri Laaksonenem 4:6, 4:6. W deblu, ponownie w parze z Janem Choinskim, przegrali w pierwszej rundzie z brazylijskim deblem Orlando Luz-Marcelo Zormann 6:7(4), 7:5, 7–10.
Podczas turnieju w Miami trenował m.in. z Nickem Kyrgiosem i Keim Nishikorim.
Kolejnym występem Hurkacza był challenger w Le Gosier na Gwadelupie. W eliminacjach gry pojedynczej Polak wygrał z reprezentantem gospodarzy Nicolasem Ancedym 6:1, 6:0, w meczu o awans do turnieju głównego Hurkacz pokonał Szweda Lucasa Renarda 6:3, 6:1. W turnieju głównym słabszy od Polaka był Serb Nikola Milojević – 6:4, 6:7(5), 6:4 dla Hurkacza. W drugiej rundzie Polak uległ rozstawionemu z numerem 6. Japończykowi Yoshihito Nishioce 0:6, 2:6.
Po powrocie zza Atlantyku Hurkacz nie występował w turniejach przez kilka tygodni z powodu matury.
Pierwszym występem Polaka po powrocie do startów był futures w Pradze. W pierwszej rundzie gry pojedynczej wygrał z Austriakiem Sebastianem Ofnerem 6:2, 7:5, w drugiej rundzie przegrał z Chilijczykiem Laslo Urrutią Fuentesem 6:1, 5:7, 3:6. W grze podwójnej Hurkacz, w parze z Szymonem Walkowem, przegrali z najwyżej rozstawionymi – Niemcami Andreasem Miesem i Oscarem Otte 7:6(6), 4:6, 8–10, którzy później triumfowali w turnieju.
W kolejnym tygodniu Hurkacz brał udział w futuresie w czeskim Jabloncu nad Nysą. W grze pojedynczej rozstawiony z numerem 8. Polak wygrał z Dominikiem Sucem 7:6(4), 1:0 i krecz Czecha. W drugiej rundzie wygrał z kolejnym reprezentantem gospodarzy Matejem Vocelem 6:4, 6:1. W ćwierćfinale wrocławianin pokonał najwyżej rozstawionego – Czecha Jana Satrala (klasyfikowanego wówczas na 223. miejscu w singlowym rankingu ATP) 6:7(3), 6:2, 6:4. W meczu o finał Hurkacz wygrał z rozstawionym z numerem 3. Czechem Janem Mertlem 6:4, 6:3. W spotkaniu o tytuł Polak przegrał z rozstawionym z numerem 2. Czechem Markiem Michalicką 6:3, 4:6, 6:7(5). W grze podwójnej, ponownie w parze z Szymonem Walkowem, w pierwszej rundzie wygrali z czeskim duetem Antonin Bolardt i Antonin Stepanek 6:4, 4:6, 10–8. W ćwierćfinale Polscy wygrali z rozstawioną z numerem 2. czesko-słowacką parą Michal Konecny i Peter Vajda 6:2, 6:1. W meczu o finał Hurkacz i Walków wygrali z Czechami Davidem Poljakiem i Matejem Vocelem 6:1, 6:4. W finale Polacy przegrali z rozstawioną z numerem 3. niemiecką parą Jan Choinski i Tom Schonenberg 2:6, 6:7(7).
Następnym startem Hurkacza był futures w Sopocie. Polak rozpoczął występy od eliminacji, w których wygrał z Finem Leevi Saatelą 6:3, 6:1 oraz z Czechem Andrejem Wawrzyczkiem 6:3, 6:2. W turnieju głównym wrocławianin został rozstawiony z numerem 5. – w pierwszej rundzie wygrał z Francuzem Matthieu Royem 6:2, 6:3, w drugiej z kwalifikantem z Polski Mateuszem Terczyńskim 6:3, 6:2. W ćwierćfinale Hurkacz przegrał z najwyżej rozstawionym – Kamilem Majchrzakiem (późniejszym triumfatorem turnieju) 4:6, 4:6. W grze podwójnej Hurkacz, ponownie w parze z Szymonem Walkowem wygrał z chilijsko-holenderską parą Laslo Urrutia Fuentes-Lennert Van Der Linden 7:6(3), 6:1 oraz (w ćwierćfinale) z rozstawionymi z numerem 4. Polakami Kamilem Gajewskim i Piotrem Łomackim 6:4, 6:2. W meczu o finał Hurkacz i Walków przegrali z polskim duetem Piotr Matuszewski-Kacper Żuk (którzy później zwyciężyli w całym turnieju) 5:7, 4:6.
W kolejnym tygodniu Hurkacz grał w turnieju rangi futures w Warszawie. W singlu został rozstawiony z numerem 5. – w pierwszej rundzie pokonał francuskiego kwalifikanta Yannicka Thivanta 6:2, 6:0. W drugiej rundzie wrocławianin przegrał z innym zawodnikiem z kwalifikacji – Finem Patrikiem Niklasem-Salminenem 3:6, 4:6. W grze podwójnej, w parze z Szymonem Walkowem, przegrali z rosyjską parą Aleksandr Igoszin-Aleksandr Żurbin 6:7(6), 6:2, 7–10.
Następnym startem wrocławianina były, rozgrywane w Gliwicach, mistrzostwa Polski seniorów. Hurkacz został rozstawiony z numerem 4. Pokonał kolejno: Filipa Kaletę 6:1, 6:2; Michała Nisponia 6:3, 6:3 oraz Jana Zielińskiego 6:1, 6:1. W półfinale Hurkacz wygrał z Piotrem Łomackim 7:6(4), 6:0. W meczu o tytuł mistrza kraju Hurkacz zmierzył się z najwyżej rozstawionym – Grzegorzem Panfilem, który skreczował z powodu kontuzji nogi przy wyniku 5:7, 6:3, 3:1 dla wrocławianina.
Do międzynarodowych rozgrywek Hurkacz powrócił w szwedzkim Båstad, gdzie w grze pojedynczej został rozstawiony z numerem 5. w kwalifikacjach challengera. W pierwszej rundzie miał wolny los, w drugiej wygrał ze Szwedem Milosem Sekulicem 6:1, 7:6(2). W finale kwalifikacji Polak przegrał z rozstawionym z numerem 2. Holendrem Scottem Griekspoorem 4:6, 5:7, jednak ostatecznie Hurkacz wszedł do turnieju głównego jako szczęśliwy przegrany i przegrał z rozstawionym z numerem 3. Argentyńczykiem Carlosem Berlocq (wówczas 95. w rankingu ATP, w 2012 nawet 37.) 2:6, 3:6. W grze podwójnej, w parze ze Szwedem Patrikiem Rosenholmem, otrzymali dziką kartę do turnieju głównego. Przegrali z reprezentującym Białoruś Maximem Dubarenco i Uzbekiem Farruxem Doʻstovem 6:3, 3:6, 7–10.
W kolejnym tygodniu Hurkacz brał udział w challengerze Poznań Open. W pierwszej rundzie gry pojedynczej grający dzięki dzikiej karcie wrocławianin przegrał z rozstawionym z numerem 4. Serba Peđą Krstinem 2:6, 6:0, 4:6. W pierwszej rundzie eliminacji gry podwójnej Hurkacz, w parze z Janem Zielińskim (rozstawieni z numerem 2.), wygrali z francuską parą Thibault Forget-Maxime Janvier 4:6, 6:3, 10–8. W meczu o awans do turnieju głównego Hurkacz i Zieliński wygrali z polską parą – najwyżej rozstawionymi Adamem Majchrowiczem i Marcinem Gawronem 6:3, 7:6(3). W pierwszej rundzie głównej drabinki Hurkacz i Zieliński przegrali z Hiszpanem Davidem Perezem Sanzem i Portugalczykiem Frederico Ferreirą Silvą 6:3, 0:6, 19–21.
Kilka dni później Hurkacz uczestniczył w challengerze w fińskim Tampere. W kwalifikacjach gry pojedynczej Polak został rozstawiony z numerem 5. i w pierwszej rundzie otrzymał wolny los. W drugiej rundzie wygrał z reprezentującym Niemcy Elmarem Ejupovicem 6:3, 3:6, 7:5. W meczu o awans wygrał z Finem Herkko Pollanenem 6:1, 6:3. W turnieju głównym Polak wygrał z rozstawionym z numerem 2. Estończykiem Jürgenem Zoppem (notowanym wówczas na 175. miejscu w rankingu ATP, kilka lat wcześniej zawodnikiem pierwszej „100”) 3:6, 6:2, 6:4. W drugiej rundzie wrocławianin wygrał z Belgiem Clementem Geensem 6:3, 6:1. W ćwierćfinale Hurkacz przegrał z późniejszym triumfatorem turnieju – innym reprezentantem Belgii – rozstawionym z numerem 6. Kimmerem Coppejansem 1:6, 3:6. W grze podwójnej, w parze z Finem Patrikiem Niklasem-Salminenem, wygrali z grającą z dziką kartą fińską parą Lauri Kiiski-Tero Vilen 6:2, 6:1, jednak w ćwierćfinale przegrali z australijsko-niemieckim duetem Steven De Waard-Andreas Mies 7:5, 6:7(4), 7–10.
Następnego dnia po porażce w ćwierćfinale challengera w Tampere Hurkacz rozpoczął zmagania w eliminacjach turnieju tej samej rangi w Pradze. Polak, najwyżej rozstawiony w eliminacjach, wygrał z grającym z dziką kartą Czechem Michalem Bisko 6:3, 6:1, a w meczu o awans pokonał Szweda Daniela Appelgrena 6:1, 6:7(7), 7:6(5). W pierwszej rundzie turnieju głównego wrocławianin wygrał z Czechem Janem Satralem 4:6, 6:3, 6:2. W kolejnym meczu Hurkacz przegrał z późniejszym triumfatorem turnieju – Kolumbijczykiem Santiago Giraldo (w 2014 notowanym na 28. miejscu w rankingu ATP) 3:6, 1:6.
Kolejnym występem Hurkacza był challenger w słowackiej Trnawie. W pierwszej rundzie eliminacji rozstawiony z numerem 2. Polak wygrał (po obronie kilku piłek meczowych) z Austriakiem Tristanem-Samuelem Weissbornem 2:6, 7:6(3), 7:6(5). W drugim spotkaniu wrocławianin pokonał Holendra Sandera Arendsa (któremu uległ na jesieni 2015 roku) 6:1, 6:2. W spotkaniu o awans Hurkacz wygrał z Austriakiem Davidem Pichlerem 6:1, 6:2. W turnieju głównym Polak wygrał z kolejnym reprezentantem Austrii – niegdyś 8. tenisistą świata Jürgenem Melzerem 4:6, 6:1, 6:2. W drugiej rundzie Polak wygrał z rozstawionym z numerem 4. – Hiszpanem Danielem Gimeno-Traverem (sklasyfikowanym na 126. miejscu w rankingu ATP, kilka lat wcześniej był 48. tenisistą świata) 3:6, 6:4, 7:6(5). W ćwierćfinale Hurkacz przegrał z Japończykiem Akirą Santillanem 5:7, 5:7.
W następnym tygodniu wrocławianin brał udział w futuresie Bydgoszcz Centrum Cup. Został rozstawiony z numerem siódmym, w pierwszym meczu wygrał z kwalifikantem, Dominikiem Nazarukiem 6:0, 7:6(7). W drugim spotkaniu wygrał z Brazylijczykiem Joao Pedro Sorgim 6:1, 7:6(4). W ćwierćfinale Hurkacz wygrał z Grzegorzem Panfilem 6:4, 7:6(4). W półfinale Polak przegrał z rozstawionym z numerem 4. Francuzem Maxime Janvierem (późniejszym zwycięzcą turnieju) 4:6, 2:6.
Na początku września Polak brał udział w challengerze we włoskiej Genui. Został rozstawiony z numerem 6. w kwalifikacjach, w pierwszym meczu pokonał Włocha Nicolo Inserrę 6:1, 6:2, w drugim – Kolumbijczyka Daniela Elahi Galána 6:4, 6:1. W meczu o awans do turnieju głównego wygrał z najwyżej rozstawionym – Austriakiem Michaelem Linzerem 6:4, 6:3. W pierwszej rundzie głównej drabinki wrocławianin przegrał z rozstawionym z numerem 7. – Czechem Adamem Pavláskiem 4:6, 4:6.
Po występie w Pucharze Davisa w Berlinie (przegrane z Florianem Mayerem i Janem-Lennardem Struffem) Polak grał w challengerze w amerykańskim Columbus. W pierwszej rundzie wygrał z Brytyjczykiem Lloydem Glasspoolem 6:4, 7:5. W drugim meczu przegrał z Australijczykiem Johnem-Patrickiem Smithem 2:6, 3:6.
Kilka dni później Polak wziął udział w challengerze w amerykańskim Tiburon. Nie został rozstawiony w kwalifikacjach, w pierwszym meczu wygrał z Amerykaninem Johnem Lamblem 6:4, 7:5, w drugim spotkaniu przegrał z Brytyjczykiem Lloydem Glasspoolem 7:5, 2:6, 5:7, którego pokonał 4 dni wcześniej.
Polak powrócił na zawodowe korty w połowie października – wziął udział w challengerze we francuskim Breście. Został rozstawiony z numerem 7. w eliminacjach, w pierwszej rundzie wygrał z Francuzem Manuelem Guinardem 1:6, 6:4, 6:4. W drugim meczu przegrał z Francuzem Romainem Jouanem 2:6, 2:6.
W kolejnym tygodniu Hurkacz startował w challengerze w Budapeszcie. Nie został rozstawiony w eliminacjach, w pierwszym meczu Polak przegrał z Francuzem Tristanem Lamasinem 3:6, 1:6.
Ostatnim występem wrocławianina w sezonie 2016 był start w futuresie w niemieckim Leimen. Hurkacz w eliminacjach pokonał Niemców: Moritza Hoffmanna 6:0, 6:3 oraz, w meczu o awans, Moritza Dettingera 6:1, 6:2. W turnieju głównym Polak został rozstawiony z numerem 4. – w pierwszej rundzie wygrał z Holendrem Mickiem Veldheerem 6:3, 3:6, 6:4. W drugim meczu pokonał Niemca Justina Schlagatera 6:4, 6:0. W ćwierćfinale wygrał z reprezentującym Monako Lucasem Catariną 6:7(4), 7:5, 6:1 (przeciwnik w drugim secie przy wyniku 5:4 serwował na mecz). W półfinale Polak uległ rozstawionemu z numerem 2. Szwajcarowi Yannowi Martiemu 4:6, 6:2, 5:7 (wrocławianin nie wykorzystał dwóch piłek meczowych w 10. gemie trzeciego seta, set wygrany przez Polaka był jedynym straconym przez Szwajcara w całym turnieju). W deblu Hurkacz tworzy parę ze swoim trenerem Aleksandrem Charpanditisem, w pierwszej rundzie pokonali Niemców: Moritza Hoffmanna i Justina Schlagetera 6:1, 6:2. W ćwierćfinale Polacy wygrali z kolejnym duetem gospodarzy – Danielem Czepielewskim i Valentinem Guentherem 7:6(5), 6:3. W półfinale Hurkacz i Charpantidis pokonali najwyżej rozstawionych – Niemców Nilsa Brinkmanna i Jannisa Kahlke 7:5, 6:1. W meczu o tytuł pokonali niemiecka parę Marvin Moeller-Tim Ruehl 6:1, 6:3.

#### 2017
Kontuzje nieco opóźniły pierwsze starty Polaka w sezonie. Premierowy występ miał miejsce w futuresie w tureckiej Antalyi. Hurkacz został rozstawiony z numerem 8. W pierwszym meczu wygrał z jednym z kwalifikantów – Bułgarem Aleksandrem Donskim 7:6(7), 6:4, w drugiej rundzie przegrał z innym bułgarskim tenisistą, zwycięzcą futeresa w Antalyi z poprzedniego tygodnia, Aleksandrem Lazowem 2:6, 7:5, 2:6. Po występie w Pucharze Davisa w Bośni i Hercegowinie (porażki z Damirem Džumhurem i Tomislavem Brkiciem) wrocławianin brał udział w kolejnym futuresie w Antalyi. W grze pojedynczej został rozstawiony z numerem 4. – w pierwszej rundzie pokonał Ukraińca Władimira Użyłowskiego 6:0, 7:6(5), w drugiej Słoweńca Tomea Kocevara-Desmana 6:4, 5:7, 6:4. W ćwierćfinale Polak uległ Amerykaninowi Alexiosowi Halebianowi 5:7, 5:7. W grze podwójnej Hurkacz w parze ze swoim trenerem Aleksandrem Charpanditisem wygrali z amerykańską parą Alexios Halebian–Mousheg Hovhannisyan 6:4, 6:3. Ćwierćfinałowe spotkanie z rozstawionymi z numerem. 4 Ukraińcami Wadymem Ursu i Władimirem Użyłowskim Polacy poddali walkowerem.
Pod koniec lutego Hurkacz brał udział w challengerze Wrocław Open. W grze pojedynczej grający dzięki dzikiej karcie wrocławianin przegrał w pierwszej rundzie z Francuzem Jonathanem Eyssericem 2:6, 7:5, 5:7. W grze podwójnej grający z dziką kartą Hurkacz i Tomasz Bednarek przegrali z austriackim deblem Julian Knowle–Jürgen Melzer 1:6, 6:7(5).
W marcu Hurkacz wyleciał do Chin, by wystąpić w dwóch challengerach. W Shenzhen Polak nie został rozstawiony w eliminacjach. W pierwszym spotkaniu wygrał z Chińczykiem Jianhui Li 6:4, 6:2, w drugim – z rozstawionym z numerem 4. Rosjaninem Asłanem Karacewem 7:6(9), 4:6, 7:5. W meczu o awans Polak wygrał z reprezentującym Tajwan Lee Kuan-yi 4:6, 6:3, 6:2. W turnieju głównym wrocławianin pokonał Chińczyka Wu Di 6:3, 6:3. W drugiej rundzie Hurkacz uległ rozstawionemu z numerem 4. Koreańczykowi Lee Duck-hee 3:6, 6:2, 6:7(5). W Quanzhou Hurkacz został rozstawiony w eliminacjach z numerem 5. W pierwszej rundzie miał wolny los, w drugiej wygrał z Chińczykiem Xiao Gongiem 6:0, 6:2. W meczu o awans wygrał z rozstawionym z numerem 3. Axelem Michonem 6:3, 3:1 i krecz Francuza. W turnieju głównym w pierwszej rundzie wrocławianin wygrał z klasyfikowanym na 197. miejscu w rankingu ATP Serbem Nikolą Milojevicem. W drugiej rundzie przegrał z Białorusinem Ilją Iwaszką 4:6, 6:4, 5:7.
Pierwszym turniejem Hurkacz po powrocie do Europy był futures w Lizbonie. Został rozstawiony z numerem 4. – w pierwszym meczu pokonał Ukraińca Olega Prihodkę 6:1, 6:3, w drugim – Francuza Samuela Bensoussana 4:6, 6:3, 6:3. W ćwierćfinale Polak wygrał z Hiszpanem Davidem Vegą Hernándezem 6:2, 6:4. W półfinale wrocławianin pokonał najwyżej rozstawionego – Belga Yannicka Mertensa 7:6(2), 6:4. W finale Hurkacz wygrał z rozstawionym z numerem 3. Portugalczykiem João Dominguesem 7:5, 6:1 i sięgnął po drugi singlowy tytuł w profesjonalnych rozgrywkach.
Kolejnym startem Hurkacz był futures w Dosze. W grze pojedynczej Polak został rozstawiony z numerem 2. Turniej rozpoczął od wygranej z kwalifikantem – Holendrem Semem Verbeekiem 6:3, 7:6(3), w drugiej wrocławianin pokonał Austriaka Krisa Krawcewicza 6:3, 6:3. W ćwierćfinale przegrał z Białorusinem Jarasłauwem Szyłą 3:6, 6:4, 0:6. W grze podwójnej Hurkacz w parze z reprezentującym Szwecję Milosem Sekulicem zostali rozstawieni z numerem 4. – w pierwszej rundzie wygrali z czeskim deblem Dominik Kellovsky–Jakub Novak 7:5, 7:5, w ćwierćfinale pokonali austriacko-brytyjską parę Kris Krawcewicz–Toby Martin 6:4, 6:2. Polsko-szwedzki duet w półfinale pokonał Białorusina Jarasłaua Szyłę i Austriaka Lennego Hampela 6:2, 6:3. W meczu o tytuł Hurkacz i Sekulic wygrali z amerykańsko-holenderskim deblem Anderson Reed–Sem Verbeek 1:6, 3:3 i krecz rywali. Dla wrocławianina był to drugi deblowy tytuł w profesjonalnej karierze.
Na przełomie kwietnia i maja Polak brał udział w challengerze w południowokoreańskim Gimcheonie. Został rozstawiony z numerem 8. w kwalifikacjach, w pierwszej rundzie pokonał reprezentanta gospodarza Kim Young seoka 2:6, 6:3, 6:2, w drugiej wygrał z kolejnym Koreańczykiem – Oh Chan-yeongiem 6:0, 6:3. W meczu o awans Hurkacz pokonał rozstawionego z numerem 3. Japończyka Takuto Nikiego 6:3, 6:4. W turnieju głównym wrocławianin pokonał reprezentanta gospodarzy – Kwon Soon-woo 6:4, 6:3. W drugiej rundzie Polaka uległ rozstawionemu z numerem 3. Kanadyjczykowi Vaskovi Pospisilovi 6:7(5), 7:5, 1:6. W eliminacjach gry podwójnej Hurkacz i Austriak Lucas Miedler zostali rozstawieni z numerem 1. W pierwszym meczu pokonali południowokoreański debel Jung Ki-su–Kim Cheong-eui 6:4, 6:4. W meczu o awans wygrali z brytyjską parą Edward Corrie–Alexander Ward 7:6(4), 6:7(4), 10–8. W turnieju głównym polsko-austriacki przegrał z rozstawionymi z numerem 4. Irlandczykiem David O’Hare i Brytyjczykiem Joe Salisburym 6:7(3), 5:7.
Występy Hurkacza w Azji zakończył występ w challengerze w Seulu. Nie został rozstawiony w eliminacjach, w pierwszym meczu wygrał z Wietnamczykiem Lý Hoàng Namem 6:1, 6:7(6), 6:3, w drugim przegrał z rozstawionym z numerem 4. Australijczykiem Matthew Ebdenem 0:6, 3:6.
Po powrocie do Europy pierwszym startem Hurkacza był challenger na nawierzchni ziemnej we włoskim Mestre. Został rozstawiony z numerem 3. w eliminacjach, w pierwszej rundzie pokonał Fina Patrika Niklasa-Salminena 6:1, 6:3, w drugim meczu wygrał z Brazylijczykiem Pedro Sakamoto 6:3, 6:4. W meczu o awans Polak przegrał z Estończykiem Jürgenem Zoppem 6:7(4), 6:7(3).
Tydzień później Hurkacz brał udział w eliminacjach innego włoskiego challengera – w Vicenzy. Nie został w nich rozstawiony, w pierwszym meczu przegrał z Niemcem Cedrikiem-Marcelem Stebe 6:4, 2:6, 6:7(5).
W połowie czerwca Hurkacz brał udział w challengerze w Lizbonie. Został rozstawiony z numerem 8. w eliminacjach, w pierwszym meczu wygrał z Matsem Moraingiem 6:3, 4:3 i krecz Niemca. W drugim spotkaniu Polak wygrał z doświadczonym Al-Aminem Wahhabem 6:1, 4:0 i krecz Marokańczyka. W meczu o awans wrocławianin wygrał z Amerykaninem Sekou Bangourą 6:2, 7:6(6). W turnieju głównym Hurkacz przegrał z Lloydem Harrisem z Południowej Afryki 4:6, 6:7(5).
W challengerze w Ferganie Hurkacz znalazł się w głównej drabince dzięki pozycji w rankingu. W pierwszej rundzie gry singla Polak wygrał z rozstawionym z numerem 6. Rosjaninem Aleksandrem Kudriawcewem 4:6, 6:4, 7:6(4). W drugim meczu wrocławianin wygrał z reprezentującym Kirgistan Danijarem Dułdajewem 6:2, 4:6, 6:3. W ćwierćfinale ległe rozstawionemu z numerem 3. Serbowi Nikoli Milojevicovi 4:6, 4:6. W deblu Hurkacz i Kanadyjczyk Brayden Schnur wygrali z najwyżej rozstawionymi – Amerykaninem Sekou Bangourą i Japończykiem Toshihide Matsui 7:6(2), 6:3. W ćwierćfinale lepsi od Polaka i Kanadyjczyka okazali się Japończycy Yuya Kibi i Shuichi Sekiguchi (5:7, 0:6).
Kolejnym turniejem Polaka był challenger w szwedzkim Båstad. Został rozstawiony w eliminacjach z numerem 3. Pierwszą rundę miał wolną, w drugiej wygrał z Duńczykiem Sorenem Hessem-Olesenem 6:3, 6:4. W meczu o awans wygrał z Włochem Roberto Marcorą 6:3, 6:7(4), 6:2. W turnieju głównym Hurkacz przegrał z rozstawionym z numerem 6. Belgiem Arthurem De Greefem 6:4, 3:6, 3:6. W grze podwójnej para Hurkacz–Kamil Majchrzak wygrała z belgijsko-francuskim deblem Kimmer Coppejans–Tristan Lamasine 7:5, 5:7, 10–4 oraz z Argentyńczykami Facundo Bagnisem i Renzo Olivo 6:4, 4:6, 10–8. W półfinale Polacy przegrali z turecko-czeskim deblem Tuna Altuna–Václav Šafránek 6:7(9), 6:2, 8–10.
Dzięki dzikiej karcie Hurkacz brał udział w challengerze Poznań Open. W grze pojedynczej uległ w pierwszej rundzie Francuzowi Jonathanowi Eyssericowi 3:6, 4:6. W deblu para Hurkacz–Szymon Walków pokonała ukraińsko-serbską parę Danyło Kałeniczenko–Peđa Krstin 6:3, 4:6, 10–8, a w ćwierćfinale przegrali z australijsko-słowackim deblem Rameez Junaid–Igor Zelenay 3:6, 4:6.
Pod koniec lipca Polak brał udział w challengerze w fińskim Tampere. Dostał się do turnieju głównego w grze pojedynczej na podstawie rankingu (jako ostatni zawodnik), w pierwszym meczu przegrał z reprezentującym Szwecję Eliasem Ymerem 5:7, 5:7. W deblu Hurkacz i Brazylijczyk Andre Ghem zostali rozstawieni z numerem 4. W pierwszej rundzie poddali walkowerem (kontuzja Polaka) mecz z grającymi z dziką kartą Finami Laurim Kiiskim i Tero Vilenem.
Kilka dni później debiut w turnieju rangi ATP Hurkacz zanotował w austriackim Kitzbühel podczas Generali Open. Polak w pierwszej rundzie kwalifikacji przegrał z rozstawionym z numerem 4. Argentyńczykiem Facundo Bagnisem 3:6, 6:2, 1:6.
Na początku sierpnia Hurkacz brał udział w turnieju rangi ATP World Tour Masters 1000 – Rogers Cup w Montrealu. W pierwszej rundzie eliminacji przegrał z rozstawionym z numerem 7. Włochem Thomasem Fabbiano 5:7, 6:3, 4:6.
Kolejnym turniejem Polaka był futures Bydgoszcz Centrum Cup. W grze pojedynczej rozstawiony z numerem 2. Hurkacz wygrał z Ukraińcem Ołeksijem Kolisnykiem 6:2, 6:7(5), 6:2 i z Marcinem Gawronem 4:6, 7:5, 6:2. W ćwierćfinale wrocławianin wygrał z rozstawionym z numerem 5. Czechem Janem Mertlem 6:4, 6:1. W półfinale Polak przegrał z Australijczykiem Aleksandarem Vukicem 4:6, 4:6. W grze podwójnej rozstawiona z numerem 4. para Hurkacz–Michał Dembek wygrała ze słowacko-czeskim duetem Juraj Masar–Jan Mertl 6:3, 6:2 oraz z amerykańsko–australijskim deblem Tim Kopinski–Aleksandar Vukic 6:2, 6:3. W półfinale Hurkacz i Dembek wygrali z Polakiem Marcinem Gawronem i Hiszpanem Carlosem Gómezem-Herrerą 6:3, 6:4. W meczu o tytuł Hurkacz i Dembek wygrali z rozstawionymi z numerem 1. Polakami Karolem Drzewieckim i Maciejem Smołą 6:2, 6:7(9), 10–6. Dla Hurkacza to trzeci tytuł deblowy w profesjonalnej karierze.
Pod koniec sierpnia Hurkacz brał udział w futuresie Talex Open w Poznaniu. W grze pojedynczej rozstawiony z numerem 8. wrocławianin pokonał Polaków: Daniela Kosska 6:1, 6:3 i Marcina Gawrona 4:6, 6:2, 6:2. W ćwierćfinale Polak przegrał z rozstawionym z numerem 2. Hindusem Sumitem Nagalem 6:2, 3:6, 2:6. W grze podwójnej Hurkacz i Michał Dembek wygrali w pierwszej rundzie z innym polskim deblem – Jan Malmon–Norbert Tadyszak 6:0, 6:1; a w ćwierćfinale pokonali ukraińsko-rosyjski duet Daniił Zariczanski–Kristian Łozan 6:1, 6:4. W półfinale Hurkacz i Dembek wygrali z Polakami: Jakubem Grzegorczykiem i Mateuszem Kowalczykiem 6:1, 6:4. W spotkaniu o tytuł Hurkacz i Dembek przegrali z ukraińskim deblem Artem Smirnow–Władimir Użyłowskij 4:6, 2:6.
Na początku września Hurkacz brał udział w challengerze we włoskiej Genui. W pierwszej rundzie turnieju głównego przegrał z Białorusinem Uładzimirem Ignatikiem 6:3, 2:6, 5:7.
Po przerwie na występy w Pucharze Davisa (przegrane z Norbertem Gombosem i Jozefem Kovalikiem) Polak powrócił do rywalizacji o punkty do rankingu ATP – brał udział w futuresie we francuskim Plaisir. Został rozstawiony z numerem 8. i turniej rozpoczął od wygranych z francuskimi kwalifikantami – Grégoirem Barrère 5:7, 6:4, 6:4 i Manuelem Guinardem 7:6(2), 6:2. W ćwierćfinale Hurkacz przegrał z rozstawionym z numerem 4. Francuzem Constantem Lestiennem 4:6, 5:7.
W kolejnym tygodniu Hurkacz brał udział w futuresie w portugalskim Oliveira de Azeméis. Nie został rozstawiony z grze pojedynczej, w pierwszej rundzie słabszy od Polaka okazał się kwalifikant – Francuz Antoine Cornut-Chauvinc (6:3, 6:4 dla Hurkacza). W drugiej rundzie wrocławianin uległ rozstawionemu z numerem 6. Belgowi Yannickowi Mertensowi 4:6, 1:6. W grze podwójnej rozstawiona z numerem 3. para Hurkacz–Szymon Walków przegrała z portugalskim deblem Francisco Cabral–Nuno Deus 6:7(4), 7:5, 7–10.
W połowie października Hurkacz bierze udział w challengerze w niemieckim Ismaning. Został rozstawiony z numerem 4. w eliminacjach, w pierwszym spotkaniu wygrał z Australijczykiem Markiem Verrythem 7:5, 6:2 oraz Niemcem Samim Reinweinem 6:3, 7:6(7). W meczu o awans wrocławianin pokonał Uzbeka Farruxa Doʻstova 7:6(5), 3:6, 6:1. W turnieju głównym Hurkacz wygrał z reprezentującym Hiszpanię Nicola Kuhnem 6:3, 7:5. W drugiej rundzie Hurkacz wygrał z rozstawionym z numerem 7. Matthiasem Bachingerem 6:7(5) i krecz Niemca. W ćwierćfinale wrocławianin uległ rozstawionemu z numerem 2. Niemcowi Dustinowi Brownowi 4:6, 3:6. W grze podwójnej Polak w parze z Ukraińcem Daniiłem Zariczanskim wygrali z najwyżej rozstawionymi: Holendrem Sanderem Arendsem i Niemcem Kevinem Krawietzem 6:1, 4:6, 10–8. W ćwierćfinale Hurkacz i Zariczanski przegrali z brytyjskim deblem: Scott Clayton–Jonny O’Mara 4:6, 4:6.
W kolejnym tygodniu Hurkacz brał udział w challengerze w chińskim Suzhou. W pierwszej rundzie singla wygrał z rozstawionym z numerem 7. Koreańczykiem Lee Duck-hee 4:6, 6:4, 7:6(3). W drugim meczu rywalem Polak pokonał Francuza Sadio Doumbię 7:6(7), 6:1. W ćwierćfinale wrocławianin przegrał z rozstawionym z numerem 2. Słoweńcem Blažem Kavčičem 5:7, 6:0, 6:7(4). W grze podwójnej debel Hurkacz–Roman Safiullin wygrał z chińskim duetem Hao Wu–Zihao Xia 7:5, 7:6(3). W ćwierćfinale Polak i Rosjanin przegrali z rozstawionym z numerem 3. chińskim deblem, Mao-Xin Gong–Zhang Ze 4:6, 5:7.
Drugim jesiennym turniejem Polaka w Chinach jest challenger w Shenzhen. W eliminacjach gry pojedynczej został rozstawiony z numerem 5. i w pierwszej rundzie otrzymał wolny los, w drugiej wygrał z Rosjaninem Romanem Safiullinem 6:2, 6:4. W meczu o awans Polak pokonał Chińczyka Zihao Xia 6:0, 6:2. W turnieju głównym Hurkacz wygrał z rozstawionym z numerem 8. Francuzem Calvinem Hemerym 7:6(4), 6:3. W drugiej rundzie wrocławianin pokonał Egipcjanina Mohameda Safwata 6:3, 6:2. W ćwierćfinale Hurkacz wygrał z Koreańczykiem Kwon Soon-woo 6:3, 6:4. W półfinale (pierwszy półfinał Polaka w turnieju tej rangi w karierze) wygrał z notowanym na 99. miejscu w rankingu ATP i rozstawionym z numerem 2. Słoweńcem Blažem Kavčičem (z którym przegrał tydzień wcześniej) 7:6(1), 7:5. W finale wrocławianin przegrał z rozstawionym z numerem 3. Mołdawianinem Radu Albotem 6:7(6), 7:6(3), 4:6. W grze podwójnej Polak stworzył duet z Rosjaninem Tejmurazem Gabaszwilim. Dosłali się do turnieju w wyniku wycofania się innej pary, w pierwszej rundzie pokonali Chińczyków Rigele Te–Zihao Xia 6:2, 6:4. W ćwierćfinale przegrali z indyjskim deblem N.Sriram Balaji–Vishnu Vardhan 4:6, 4:6.
Dzięki dobremu występowi w Shenzhen Hurkacz zakwalifikował się do challengera w japońskim Kobe (tzw. special exempt przynależy się zawodnikom, którzy w poprzednim turnieju podobnej rangi zaszli tak daleko, że nie są w stanie brać udziału w eliminacjach do kolejnych zawodów, kwalifikują się wtedy bez kwalifikacji do turnieju głównego). W pierwszej rundzie Polak wygrał z zawodnikiem z eliminacji – Austriakiem Lucasem Miedlerem 6:4, 6:4, w drugim meczu wrocławianin przegrał z rozstawionym z 6. Australijczykiem Akirą Santillanem 3:6, 6:7(5).
Tydzień później Hurkacz brał udział w challengerze w japońskiej Toyocie. W pierwszej rundzie gry pojedynczej pokonał z kwalifikanta z Japonii – Kaito Uesugiego 6:3, 6:0, w drugim meczu wygrał z rozstawionym z numerem 6. Koreańczykiem Kwon Soon-woo 6:7(5), 6:4, 7:5. W ćwierćfinale Polak wygrał z rozstawionym z numerem 3. Tatsuma Itō 6:0, 4:0 i krecz Japończyka. W półfinale wrocławianin przegrał z rozstawionym z numerem 2. Australijczykiem Matthew Ebdenem (notowanym wówczas na 98. miejscu w rankingu ATP) 6:4, 4:6, 6:7(2) (Polak nie wykorzystał prowadzenia 4:2 w drugim i trzecim secie). W grze podwójnej debel Hurkacz–Hiroki Moriya przegrał z najwyżej rozstawionymi – Australijczykami Alexem Boltem i Bradleyem Mousleyem 6:7(6), 3:6.
Sezon 2017 Hurkacz zakończył w tajlandzkim Hua Hin, gdzie zagrał w turnieju głównym dzięki tzw. special exempt (dla zawodników, którzy w turnieju w poprzednim tygodniu zaszli tak daleko, że nie mogli uczestniczyć w eliminacjach do następnych zawodów). W pierwszej rundzie Polak przegrał z rozstawionym z numerem 8. Australijczykiem Johnem Millmanem (który został późniejszym triumfatorem turnieju, bez straconego seta) 4:6, 3:6.

#### 2018
Rok 2018 Polak rozpoczął challengerem w stolicy Nowej Kaledonii – Numei. W pierwszej rundzie gry pojedynczej wygrał z Amerykaninem Bradleyem Klahnem 6:2, 3:6, 7:6(2), w drugim meczu przegrał z niemieckim kwalifikantem Timem Pützem 5:7, 1:6. W pierwszej rundzie debla para Hurkacz–Michał Przysiężny wygrali z rozstawionymi z numerem 3. Amerykanami Nathanielem Lammonsem i Alexem Walsonem 5:7, 7:6(4) 10–4. W ćwierćfinale Polacy wygrali z włoskim duetem Salvatore Caruso–Federico Gaio 6:3, 7:5. W meczu o finał Hurkacz i Przysiężny przegrali z najwyżej rozstawionymi: Francuzem Hugo Nysem i Niemcem Timem Pützem 2:6, 4:6.

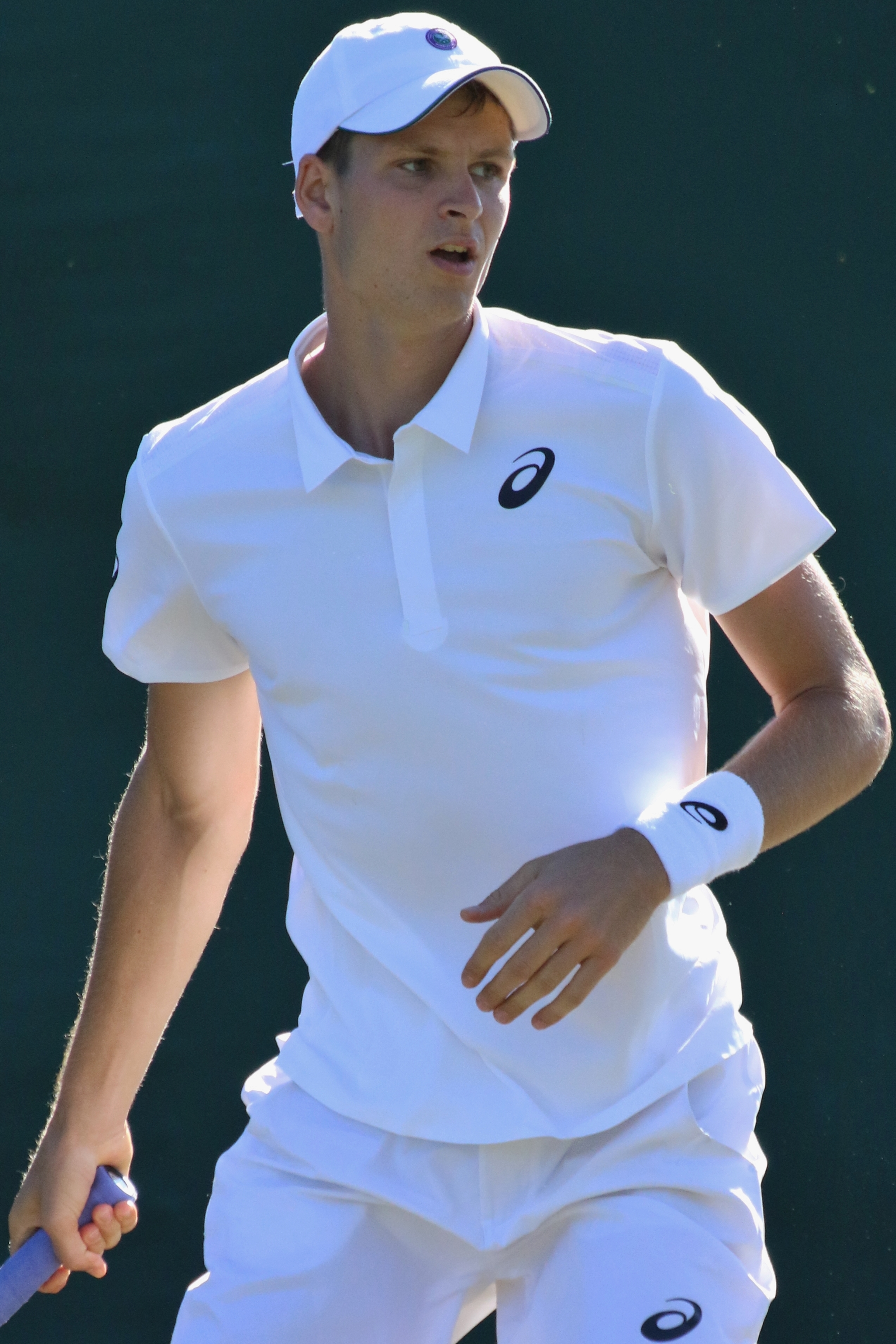
Hubert Hurkacz (2018)

Debiut w seniorskim turnieju wielkoszlemowym Hurkacz zaliczył podczas Australian Open. W pierwszej rundzie kwalifikacji wygrał z reprezentującym Rosję Tejmurazem Gabaszwilim 6:3, 3:6, 6:3. W drugim meczu przegrał z rozstawionym z numerem 20. Włochem Matteo Berrettinim 6:7(5), 3:6.
Po kilku dniach Hurkacz przeniósł się do Europy. W pierwszej rundzie challengera w Koblencji wygrał z Węgrem Attilą Balázsem 6:4, 6:2, w drugim meczu przegrał z Rosjaninem Aleksiejem Watutinem 6:3, 0:6, 6:7(5).
W styczniu ogłoszono, że Hurkacz znalazł się w gronie młodych tenisistów, którzy otrzymali specjalne stypendia Międzynarodowej Federacji Tenisowej. Wrocławianin otrzymał 25 000 $ na sportowy rozwój oraz pokrycie części kosztów podróży na turnieje wielkoszlemowe.
Po występie w pucharze Davisa przeciwko Słowenii (przegrana z Aljažem Bedene oraz wygrana z Tomem Kočevarem-Dešmanem) Hurkacz powrócił do rozgrywek challengerowych. W pierwszej rundzie turnieju w Budapeszcie wygrał z Austriakiem Dennisem Novakiem 6:3, 6:3. W drugiej rundzie Polak przegrał z najwyżej rozstawionym – notowanym na 62. miejscu w rankingu Węgrem Mártonem Fucsovicsem 7:6 (3), 3:6, 4:6.
W drugiej połowie lutego Hurkacz rozpoczął występy w Azji. W challengerze w Kioto został rozstawiony z numerem 7. W pierwszym spotkaniu Polak pokonał zawodnika z eliminacji – Japończyka Yuya Kibiego 7:5, 6:3. W drugiej rundzie Hurkacz wygrał z Australijczykiem Maxem Purcellem 6:1, 6:4. W ćwierćfinale Polak przegrał z najwyżej rozstawionym – Australijczykiem Johnem Millmanem (który później triumfował w całym turnieju) 6:4, 3:6, 2:6. W grze podwójnej Hurkacz i Turek Tuna Altuna wygrali z Japończykami Sorą Fukudą i Yutą Shimizu 6:1, 2:6, 10–8. W ćwierćfinale polsko-turecka para przegrała z innymi reprezentantami gospodarzy: Gō Soedą i Yasutaką Uchiyamą 2:6, 1:6.
W kolejnym tygodniu Hurkacz brał udział w challengerze w Jokohamie. W pierwszej rundzie gry pojedynczej przegrał z Japończykiem Yasutaką Uchiyamą (który później triumfował w całym turnieju) 4:6, 6:3, 4:6. W grze podwójnej Hurkacz i Turek Tuna Altuna przegrali z Indonezyjczykiem Christopherem Rungkatem i Chińczykiem Zhang Ze 4:6, 2:6.
Tydzień później Polak gra w challengerze w chińskim Zhuhai. W pierwszej rundzie wygrał z Chorwatem Viktorem Galoviciem 6:3, 6:4. W drugim meczu wrocławianin pokonał rozstawionego z numerem 6. Białorusina Ilja Iwaszkę 7:6 (2), 7:6 (4). W ćwierćfinale Hurkacz wygrał z Koreańczykiem Kwon Soon-woo 6:3, 6:0. W półfinale pokonał reprezentującego Republikę Chińską Jasona Junga 6:1, 6:7(6), 6:4. W meczu o tytuł Polak przegrał z Australijczykiem Alexem Boltem 7:5, 6:7(4), 2:6.
Tydzień później występował w challengerze w chińskim Shenzhen. Dzięki special exempt (specjalnej przepustce dla zawodników, którzy w poprzednim tygodniu zaszli tak daleko w turnieju, że nie mogli grać w kwalifikacjach do turnieju w kolejnym tygodniu) Polak znalazł się w turnieju głównym. Hurkacz w pierwszej rundzie gry pojedynczej pokonał Włocha Lorenzo Sonego 6:7 (4), 7:6 (4), 6:3, w drugim meczu wrocławianin wygrał z rozstawionym z numerem 5. Niemcem Yannickiem Madenem 6:3, 6:4. W ćwierćfinale Hurkacz wygrał z najwyżej rozstawionym w turnieju, notowanym na 84. miejscu w rankingu ATP – Tunezyjczykiem Malikiem al-Dżazirim 6:7 (1), 7:5, 6:4. W półfinale wrocławianin uległ Chińczykowi Zhang Ze 6:7(11), 6:2, 2:6. W deblu polska para Hurkacz–Kamil Majchrzak przegrała z rozstawionym z numerem 3. chorwackim duetem Marin Draganja–Tomislav Draganja 5:7, 6:7 (5).
Serię występów w azjatyckich challengerach Hurkacz zakończył w chińskim Qujing. W pierwszej rundzie gry pojedynczej wygrał z rozstawionym z numerem 7. Koreańczykiem Lee Duck-hee 6:3, 6:3, a w drugiej z Japończykiem Yusuke Takahashim 7:5, 6:3. W ćwierćfinale Polak przegrał z Australijczykiem Alexem Boltem 6:7(5), 3:6.
Udane występy w Chinach spowodowały, że w singlowym rankingu ATP 2 kwietnia znalazł się na najwyższym w dotychczasowej karierze 171. miejscu, po raz pierwszy będąc najwyżej notowanym Polakiem w tej klasyfikacji.
Kontuzja stawu skokowego uniemożliwiła Hurkaczowi występ w Pucharze Davisa przeciwko Zimbabwe oraz w challengerze w Tajpej.
Do gry Polak powrócił w drugiej połowie kwietnia podczas turnieju Hungarian Open rangi ATP w Budapeszcie. W pierwszej rundzie eliminacji wygrał z najwyżej rozstawionym – Cypryjczykiem (notowanym w dniu meczu na 81. pozycji w rankingu ATP, a niegdyś 8. tenisistą świata) Markosem Pagdatisem 6:2, 6:4. W meczu o awans Hurkacz pokonał rozstawionego z numerem 7. Brazylijczyka Thiago Monteiro 2:6, 7:5, 6:3. W turnieju głównym, debiutujący w głównym cyklu wrocławianin przegrał w pierwszej rundzie z innym kwalifikantem – Włochem Lorenzo Sonego 7:6(2), 6:7(8), 4:6. Polak nie wykorzystał dwóch piłek meczowych w drugim secie oraz prowadzenia 3:0 w decydującej partii.
W kolejnym tygodniu Hurkacz występował w turnieju rangi ATP w Stambule. Polak został rozstawiony w eliminacjach z numerem 7. W pierwszej rundzie pokonał grającego dzięki dzikiej karcie Turka Sarpa Ağabigüna 6:2 6:3. W meczu o awans wrocławianin przegrał z rozstawionym z numerem 4. Szwedem Eliasem Ymerem 7:6(4), 4:6, 5:7.
W maju Hurkacz miał wziąć udział w dwóch challengerach w Uzbekistanie. W mieście Karszy w grze pojedynczej wrocławianin został rozstawiony z numerem 1. – przegrał w pierwszej rundzie z Hiszpanem Mario Vilellą Martínezem 6:7(6), 2:5 i krecz Polaka. W deblu para Hurkacz–Tejmuraz Gabaszwili miała zmierzyć się z rozstawionymi z numerem 3. Serbem Nikolą Ćaćiciem i Szwajcarem Lucą Margarolim, jednak kontuzja Polaka zmusiła polsko-rosyjską parę do wycofania się z turnieju. Uraz spowodował także wycofanie się Polaka z challengera w Samarkandzie.
Do rozgrywek Hurkacz powrócił w wielkoszlemowym French Open w Paryżu. W kwalifikacjach Polak wygrał z grającym z dziką kartą Francuzem Hugo Grenierem 6:1, 6:4 oraz z rozstawionym z numerem 15. Niemcem Yannickiem Hanfmannem 7:6(1), 7:6(4). W meczu o awans wrocławianin wygrał z Argentyńczykiem Marco Trungellitim 6:3, 4:6, 6:4. W swoim pierwszym meczu w głównej drabince turnieju wielkoszlemowego Hurkacz wygrał z Amerykaninem Tennysem Sandgrenem 6:2, 6:2, 3:6, 6:3. W drugiej rundzie Polak przegrał z czwartym tenisistą świata, rozstawionym z numerem 3. Chorwatem Marin Čiliciem 2:6, 2:6, 7:6(3), 5:7.
W kolejnym tygodniu Hurkacz brał udział w challengerze Poznań Open. W pierwszej rundzie gry pojedynczej wygrał z rozstawionym z numerem 2. Argentyńczykiem Guido Andreozzim 6:1, 7:5, w drugim meczu Polak wygrał z Włochem Matteo Donatim 6:3, 6:7(5), 6:3. W ćwierćfinale Hurkacz wygrał z rozstawionym z numerem 8. Rosjaninen Aleksiejem Watutinem 6:3, 6:2, a w półfinale z Włochem Alessandro Giannessim 6:4, 3:6, 6:3. Pierwszy w karierze tytuł w turnieju tak wysokiej rangi Polak zdobył po wygranej z najwyżej rozstawionym – Japończykiem Taro Danielem (notowanym wówczas na 82. miejscu w rankingu singlowym ATP) 6:1, 6:1.
Sezon na kortach trawiastych wrocławianin rozpoczął podczas challengera w brytyjskim Ilkley. W pierwszej rundzie eliminacji gry pojedynczej doszło do spotkania dwóch najwyżej notowanych polskich tenisistów – rozstawiony z numerem 1. Hurkacz uległ Kamilowi Majchrzakowi 6:3, 5:7, 6:7(4). W pierwszej rundzie gry podwójnej Hurkacz i Amerykanin Evan King przegrali z Amerykaninem Austinem Krajickiem i Hindusem Jeevanem Nedunchezhiyanem 4:6, 4:6.
Kolejnym startem Polaka był występ w wielkoszlemowym Wimbledonie. Polak został rozstawiony z numerem 11. w kwalifikacjach, w pierwszym meczu wygrał z Francuzem Kennym de Schepperem 3:6, 7:6(3), 7:5 w drugim z Amerykaninem Reillym Opelką 6:3, 7:5. W spotkaniu o awans Polak przegrał z Chilijczykiem Cristianem Garínem 2:6, 2:6, 5:7. Ostatecznie Hurkacz dostał się do turnieju głównego jako tzw. „szczęśliwy przegrany”, w pierwszej rundzie przegrał z Australijczykiem Bernardem Tomiciem (który dostał się do turnieju taką samą drogą jak Polak) 4:6, 2:6, 6:7(2).
Sezon na kortach twardych w Ameryce Północnej Hurkacz rozpoczął od występu w turnieju Atlanta Open. W eliminacjach gry pojedynczej został rozstawiony z numerem 2. W pierwszym meczu wygrał z Ukraińcem Illyą Marczenko 6:1, 6:1. W meczu o awans Polak przegrał z reprezentującym Australię Thanasi Kokkinakisem 2:6, 6:7(6). Hurkacz awansował jednak do turnieju głównego jako tzw. „szczęśliwy przegrany”, w pierwszej rundzie przegrał z Australijczykiem Alexem de Minaurem 6:1, 6:7(0), 6:7(5).
W kolejnym tygodniu Hurkacz brał udział w turnieju Washington Open. W pierwszej rundzie turnieju głównego pokonał Białorusina Ilję Iwaszkę 6:4, 6:3. W drugim meczu Polak przegrał z rozstawionym z numerem 13. Amerykaninem Francesem Tiafoe 2:6, 4:6.
Kilka dni później Hurkacz występował w turnieju Rogers Cup w Toronto. W pierwszej rundzie eliminacji gry pojedynczej przegrał z rozstawionym z numerem 7. Francuzem Pierre-Hugues’em Herbertem 6:4, 5:7, 3:6.
Tydzień później Polak grał w kolejnym turnieju rangi ATP World Tour Masters 1000 – Western & Southern Open w Cincinnati. W pierwszej rundzie eliminacji Hurkacz wygrał z rozstawionym z numerem 2. Amerykaninem, notowanym na 57. pozycji w rankingu singlowym ATP, Ryanem Harrisonem. W meczu o awans do turnieju głównego Polak pokonał Chorwata Ivo Karlovica 7:6(3), 7:6(4). W głównej drabince wrocławianin przegrał z Węgrem Mártonem Fucsovicsem 6:4, 3:6, 6:7(6).
Ostatnim startem Hurkacza w Ameryce Północnej był występ w wielkoszlemowym US Open 2018. Rozstawiony z numerem 6. w kwalifikacjach Polak wygrał z Australijczykiem Johnem-Patrickiem Smithem 6:3, 6:2 oraz z Białorusinem Egorem Gerasimowem 7:6(5), 6:3. W meczu o awans do turnieju głównego wrocławianin pokonał Hiszpana Pedro Martíneza 6:3, 6:3. W turnieju głównym Hurkacz wygrał z innym kwalifikantem – Stefano Travaglią 6:2, 2:6, 7:6(6), 3:0 i krecz Włocha. W drugiej rundzie Polak przegrał z rozstawionym z numerem 7. Chorwatem Marin Čiliciem 2:6, 0:6, 0:6.
Pierwszy występ Polaka po powrocie do Europy do challenger w Genui. W singlu rozstawiony z numerem 4. Hurkacz wygrał z Włochem Andreą Arnaboldim 6:3, 1:6, 6:2 oraz z Argentyńczykiem Juanem Ignacio Londero 5:7, 7:5, 6:0 (po obronie dwóch piłek meczowych). W ćwierćfinale to Polak nie wykorzystał dwóch piłek meczowych i przegrał z rozstawionym z numerem 8. Włochem Lorenzo Sonego 6:1, 3:6, 6:7(1). W deblu Hurkacz i Białorusin Alaksandr Bury przegrali w pierwszej rundzie z argentyńskim duetem Guido Andreozzi–Guillermo Durán 6:4, 6:7(3), 4:10.
Po reprezentowaniu Polski w pucharze Davisa przeciwko Rumunii (wygrane z Adrianem Ungurem oraz Mariusem Copilem) Hurkacz przeniósł się do Azji. W eliminacjach Japan Open Tennis Championships w Tokio został rozstawiony z 7. – w pierwszym meczu przegrał z Japończykiem Yasutaką Uchiyamą 2:6, 2:6.
Tydzień później Polak brał udział w turnieju Shanghai Masters w Szanghaju. W pierwszej rundzie eliminacji Hurkacz pokonał rozstawionego z numerem 5. (notowanego na 55. miejscu w singlowym rankingu ATP) Dušana Lajovica 4:6, 6:0, 3:0 i krecz Serba. W meczu o awans rywalem wrocławianin pokonał Hindusa Ramkumara Ramanathanę 6:7(4), 6:4, 7:5. W turnieju głównym Hurkacza przegrał w pierwszej rundzie z Koreańczykiem Chungiem Hyeonem 4:6, 6:2, 1:6.
Starty w Azji Hurkacz zakończył challengerem w chińskim Ningbo. Polak został rozstawiony z numerem 1. w grze pojedynczej – w pierwszej rundzie wygrał z Chińczykiem Zihao Xia 6:3, 7:6(3), w drugim meczu przegrał z norweskim kwalifikantem Viktorem Durasovicem 6:7(4), 4:6. W deblu para Hurkacz–Thomas Fabbiano poddała walkowerem mecz z serbsko-chińskim duetem Miomir Kecmanović–Zhe Li.
W kolejnym tygodniu Hurkacz brał udział w challengerze we francuskim Breście. W grze pojedynczej Polak został rozstawiony z numerem 4. – turniej zaczął od wygranych z trzema Francuzami – Antoinem Hoangiem 7:6(1), 6:3 oraz kwalifikantami Calvinem Hemerym 6:1, 3:6, 6:3 i Benjaminem Bonzim 6:2, 7:6(2). W półfinale wrocławianin wygrał ze Stefano Travaglią 7:6(1), 4:2 i krecz Włocha. W meczu o tytuł Polak wygrał z Litwinem Ričardasem Berankisem 7:5, 6:1. W deblu para Hurkacz–Szymon Walków przegrała z włoskim duetem Simone Bolelli–Daniele Bracciali 4:6, 6:7(4).
W kolejnym tygodniu Hurkacz gra w challengerze w niemieckim Eckental. Rozstawiony z numerem 2. Polak wygrał w pierwszym meczu z Włochem Matteo Donatim 6:3, 3:6, 6:3. W drugiej rundzie wrocławianin przegrał z Czechem Lukášem Rosolem 2:5 i krecz Polaka.
Po wycofaniu się Kanadyjczyka Denisa Shapovalova Hurkacz zakwalifikował się do turnieju Next Generation ATP Finals w Mediolanie. W rozgrywanym systemie grupowym turnieju dla najlepszych tenisistów mających 21 lat lub młodszych Polak trafił do grupy A – pierwszym meczu przegrał z Amerykaninem Francesem Tiafoe 1:4, 2:4, 4:2, 3:4(10), w drugim spotkaniu wygrał z Hiszpanem Jaume Munarem 4:2, 4:2, 2:4, 3:4(5), 4:1. W ostatnim pojedynku grupowym Polak przegrał z Grekiem Stefanosem Tsitsipasem 1:4, 3:4(2), 1:4. Wrocławianin awans do półfinału przegrał z Munarem gorszym stosunkiem setów.

#### 2019
Sezon 2019 Hurkacz rozpoczął turniejem Maharashtra Open w indyjskim Pune. W singlu Polak przegrał w pierwszej rundzie z Białorusinem Ilją Iwaszką 7:6(9), 2:6, 3:6. W deblu Hurkacz i Francuz Benoît Paire przegrali 5:7, 3:6 z Niemcami Kevinem Krawietzem i Andreasem Miesem.
W kolejnym tygodniu wrocławianin bierze udział w challengerze w Canberze. Został rozstawiony z numerem 2. i turniej rozpoczął od drugiej rundy (od sezonu 2019 drabinki turniejów challengerowych zwiększono do 48 nazwisk, 16 rozstawionych ma wolny los w pierwszej rundzie), wygranym meczem z najlepszym juniorem świata – Tajwańczykiem Tseng Chun-hsinem 6:4, 6:4. W kolejnych meczach Hurkacz wygrał z Francuzami: rozstawionym z 15. Tak Khunn Wangiem 7:6(5), 6:4 oraz rozstawionym z 11. Tristanem Lamasinem. W półfinale Polak wygrał z rozstawionym z numerem trzecim Czechem Jiřím Veselým 6:3, 6:1. W finale wrocławianin zmierzył się, kolejny raz w karierze, z rozstawionym z numerem 4. Białorusinem Ilją Iwaszką – tym razem zwyciężył Hurkacz 6:4, 4:6, 6:2 (trzeci tytuł Polaka w turnieju tej rangi).

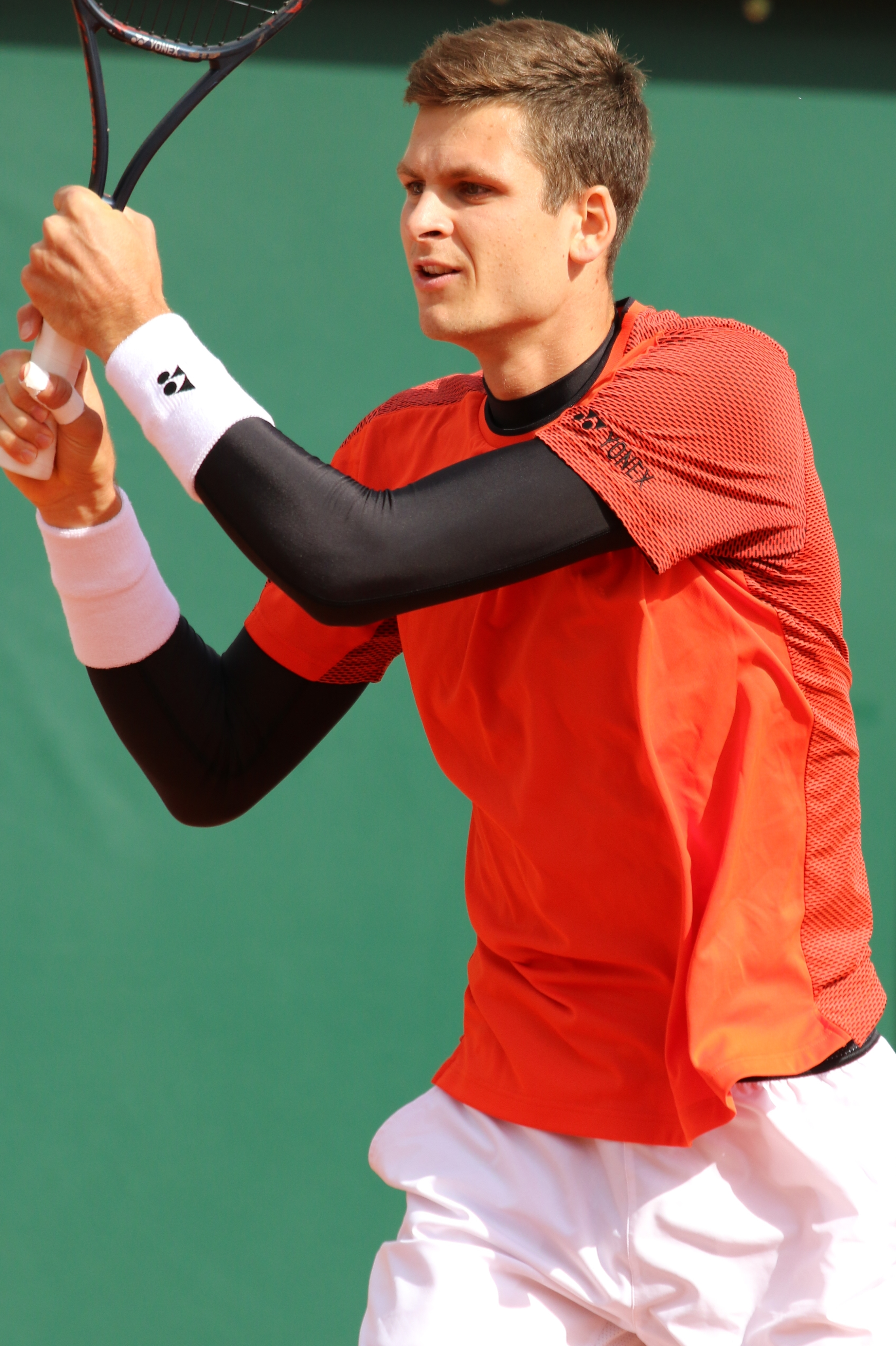
Hubert Hurkacz (2019)

W pierwszej rundzie gry pojedynczej wielkoszlemowego turnieju Australian Open Hurkacz przegrał z prawie 40-letnim Chorwatem Ivo Karlovicem 7:6(5), 6:7(5), 6:7(3), 6:7(5).
Sezon halowych, zimowych startów w Europie Hurkacz rozpoczął challengerem we francuskim Quimper. Został rozstawiony z numerem pierwszym w grze pojedynczej, turniej zaczął od drugiej rundy – zwycięstwem z Rosjaninem Aleksiejem Watutinem 7:6(3), 7:5. W kolejnym spotkaniu wrocławianin przegrał z rozstawionym z numerem 15 Francuzem Grégoirem Barrèrem 6:7(2), 7:6(5), 1:6. W grze podwójnej Hurkacz i Szymon Walków wygrali z rozstawionymi z numerem czwartym: Niemcem Andre Begemannem i Australijczykiem Rameezem Junaidem 7:6(3), 7:5 oraz z Hiszpanem Adriánem Menéndezem-Maceirasem i Ukraińcem Serhijem Stachowskim 6:2, 6:3. W półfinale Hurkacz i Walków przegrali z Chorwatem Antonio Šančiciem i Holendrem Davidem Pelem 6:7(1), 7:6(3), 4–10.
W kolejnym tygodniu Hurkacz brał udział w turnieju Open Sud de France rangi ATP Tour 250 we francuskim Montpellier. W pierwszej rundzie przegrał z Łotyszem Ernestsem Gulbisem 4:6, 6:7(5).
Po tygodniowej przerwie Polak występował w turnieju Open 13 rangi ATP Tour 250 w Marsylii. W pierwszym meczu Hurkacz wygrał z Serbem Filipem Krajinovicem 6:3, 6:2. W drugiej rundzie Hurkacz przegrał z najwyżej rozstawionym w turnieju – Grekiem Stefanosem Tsitsipasem 4:6, 2:6.
W kolejnym tygodniu wrocławianin startował w turnieju rangi ATP Tour 500 w Dubaju. W pierwszej rundzie gry pojedynczej wygrał z kwalifikantem – Francuzem Corentinem Moutet 6:3, 7:5. W drugim meczu Polak wygrał z najwyżej rozstawionym w turnieju, notowanym na 6. miejscu w rankingu ATP – Japończykiem Keim Nishikorim 7:5, 5:7, 6:2. W ćwierćfinale (pierwszym w karierze na poziomie turnieju ATP) wrocławianin przegrał z rozstawionym z numerem 5. Grekiem Stefanosem Tsitsipasem 6:7(4), 7:6(1), 1:6. W eliminacjach gry podwójnej Hurkacz i Amerykanin Denis Kudla wygrali z Ukraińcem Denysem Mołczanowem i Słowakiem Igorem Zelenayem 6:1, 6:4, lecz w meczu o awans przegrali z hinduskim deblem Jeevan Nedunchezhiyan–Purav Raja 4:6, 2:6.
W kolejnych dwóch tygodniach Hurkacz brał udział w turnieju rangi ATP Tour Masters 1000 w Indian Wells. Polak pokonał w pierwszych trzech spotkaniach kolejno: Amerykanina Donalda Younga 6:3, 6:3; rozstawionego z numerem 28. Francuza Lucasa Pouilla 6:2, 3:6, 6:4 oraz, podobnie jak w poprzednim turnieju, Japończyka Keia Nishikoriego 4:6, 6:4, 6:3 (w tych zawodach siódmy wówczas tenisista świata był rozstawiony z numerem szóstym). W 1/8 finału wrocławianin wygrał z rozstawionym z numerem 24. Kanadyjczykiem Denisem Shapovalovem 7:6(3), 2:6, 6:3. W ćwierćfinale Hurkacz przegrał z rozstawionym z numerem 4. wieloletnim liderem rankingu ATP – Szwajcarem Rogerem Federerem 4:6, 4:6.
Turniej rangi ATP Tour Masters 1000 w Miami Hurkacz rozpoczął od wygranej z Włochem Matteo Berrettinim 6:4, 6:3. W drugiej rundzie Polak wygrał z rozstawionym z numerem 3. – czwartym tenisistą rankingu ATP Austriakiem Dominicem Thiemem 6:4, 6:4 (był to pierwszy triumf Hurkacza nad zawodnikiem z czołowej piątki rankingu w karierze). W trzecim meczu wrocławianin przegrał z niespełna 19-letnim Kanadyjczykiem Félixem Auger-Aliassimem 6:7(5), 4:6.
Sezon na kortach ceglanych Hurkacz rozpoczął od występu w turnieju rangi ATP Tour Masters 1000 w Monte Carlo. W pierwszym meczu przegrał z rozstawionym z numerem 9. Chorwatem Borną Ćoriciem 4:6, 7:5, 5:7.
Tydzień później Polak brał udział w turnieju rangi ATP Tour 250 w Budapeszcie. W grze pojedynczej wrocławianin uległ grającemu z dziką kartą Węgrowi Attili Balázsowi 3:6, 4:6. W grze podwójnej Hurkacz i Francuz Fabrice Martin ulegli nowozelandzko-holenderskiemu duetowi Marcus Daniell–Wesley Koolhof 2:6, 3:6.
Po tygodniowej przerwie Polak grał w turnieju rangi ATP Tour Masters 1000 w Madrycie. Rozstawiony z numerem 3. w eliminacjach Hurkacz pokonał w pierwszym meczu 6:0, 6:2 Marcela Granollersa. W spotkaniu o awans wrocławianin wygrał z innym Hiszpanem – Roberto Carballésem Baeną 6:4, 6:4. W głównej drabince Polak wygrał z Australijczykiem Alexem de Minaurem 6:3, 6:4 oraz z Francuzem Luca Pouillem 7:5, 6:1. W trzeciej rundzie Hurkacz przegrał z rozstawionym z numerem 3. Niemcem Alexandrem Zverevem 6:3, 4:6, 4:6.
Dwa dni po mecze ze Zverevem Hurkacz odpadł w pierwszej rundzie eliminacji turnieju rangi ATP Tour Masters 1000 w Rzymie, ulegając 3:6, 6:1, 4:6 Serbowi Miomirowi Kecmanoviciowi.
W kolejnym tygodniu Polak grał w turnieju rangi ATP Tour 250 w Lyonie. W grze pojedynczej rozstawiony z numerem 8. Hurkacz uległ Urugwajczykowi Pablo Cuevasowi 4:6, 4:6. W grze podwójnej Hurkacz i Amerykanin Steve Johnson przegrali z rozstawionymi z numerem 2. Chorwatowi – Ivanowi Dodigowi i Francuzowi Édouardowi Roger-Vasselinowi 5:7, 4:6.
W pierwszej rundzie gry pojedynczej wielkoszlemowego turnieju French Open Hurkacz przegrał z najwyżej rozstawionym, liderem rankingu ATP, Serbem Novakiem Đokovicem 4:6, 2:6, 2:6. Debel Aljaž Bedene–Hubert Hurkacz przegrał w pierwszym meczu gry podwójnej z nowozelandzko-holenderskim duetem Marcus Daniell–Wesley Koolhof 3:6, 2:6.
W drugim tygodniu French Open Polak zagrał w turnieju (challengerze) w Poznaniu. Rozstawiony z numerem 1. Hurkacz (grający dzięki tzw. dzikiej karcie) miał wolny los w pierwszej rundzie, następnie pokonał kolejno: Niemca Daniela Altmaiera 6:0, 7:6(5), rozstawionego z numerem czternastym Hiszpana Enrique Lópeza Péreza 6:4, 6:3 i rozstawionego z numerem 5. Portugalczyka Pedro Sousę 6:1, 6:4. W półfinale, zmagający się z bólem pleców wrocławianin, Hurkacz przegrał 4:6, 4:6 z grającym z numerem piętnastym Niemcem Rudolfem Mollekerem.
Sezon gry na kortach trawiastych Polak rozpoczął od turnieju (rangi ATP Tour 500) w niemieckim Halle. W pierwszym meczu uległ kwalifikantowi z Portugalii, João Sousie, 6:7(3), 1:6.
W kolejnym tygodniu Hurkacz wziął udział w turnieju (rangi ATP Tour 250) w angielskim Eastbourne. Pokonał rozstawionego z numerem 7. Włocha Marco Cecchinato 6:4, 6:4 oraz Amerykanina Steve’a Johnsona 6:3, 7:6(6), lecz w ćwierćfinale uległ innemu reprezentantowi USA – Taylorowi Fritzowi 4:6, 6:7(5).
Sezon gry na trawie Polak zakończył wielkoszlemowym Wimbledonem. Hurkacz pokonał 6:3, 4:6, 6:4, 6:4 rozstawionego z numerem 32. Serba Dušan Lajovica oraz 6:7(4), 6:1, 7:6(7), 6:3 Argentyńczyka Leonardo Mayera. W pierwszym w karierze występie w trzeciej rundzie turnieju wielkoszlemowego wrocławianin przegrał 5:7, 7:6(5), 1:6, 4:6 z najwyżej rozstawionym, późniejszym zwycięzcą turnieju, Serbem Novakiem Đokoviciem.
W sierpniu zagrał w turnieju ATP 250 w Winston-Salem. Rozstawiony z numerem 3. Polak rozpoczął rywalizację od II rundy, gdzie wygrał z Koreańczykiem Lee Duck-hee 4:6, 6:0, 6:3. Następnie jego przeciwnik w III rundzie, Hiszpan Feliciano López skreczował przy stanie 6:3, 3:1 dla Hurkacza. W ćwierćfinale tego turnieju pokonał Amerykanina z dziką kartą, Francesa Tiafoe’a 4:6, 7:6(1), 6:1, a następnie w półfinale zwyciężył z rozstawionym z numerem 2. Kanadyjczykiem (również z dziką kartą) Denisem Shapovalovem 6:3, 6:4. W finale Hurkacz zagrał z najwyżej rozstawionym w turnieju Francuzem Benoît Paire’em. Mecz zakończył się wynikiem 6:3, 3:6, 6:3 dla Polaka. Dzięki temu „Hubi” został pierwszym od 37 lat polskim tenisistą, który wygrał turniej rangi ATP Tour (w 1982 roku w Chicago Wojciech Fibak wygrał swój ostatni turniej).

#### 2020
Sezon 2020 Hubert Hurkacz rozpoczął od występów w ATP Cup, w którym pokonał trzech wyżej notowanych rywali: Dominica Thiema, Diego Schwartzmana i Bornę Ćoricia. Następnie zagrał turniej w Auckland. Rozstawiony z 6. Polak dotarł do półfinału, ulegając Benoît Paire’owi. Rozstawiony na 31. miejscu w Australian Open Hurkacz dotarł do drugiej rundy, w której przegrał z reprezentantem gospodarzy Johnem Millmanem. 3 lutego został sklasyfikowany na 28. miejscu na świecie.
Następnie wziął udział w turnieju rangi ATP Tour 500 w Rottterdamie, gdzie przegrał w pierwszej rundzie ze Stefanosem Tsitsipasem. Równocześnie kontynuował grę w deblu w parze z Félixem Auger-Aliassime, odpadając w ćwierćfinale.
Po przerwie spowodowanej pandemią koronawirusa zagrał w maju w turnieju West Palm Beach na Florydzie.
W sierpniu zagrał w turnieju w Cincinnati, jednak już w pierwszej rundzie przegrał z Johnem Isnerem. Kontynuował swoje występy w Stanach Zjednoczonych na US Open, gdzie odpadł w drugiej rundzie. Następnie wystąpił bez większych sukcesów w Kitzbühel oraz w turnieju w Rzymie, podczas którego pokonał ćwierćfinalistę US Open 2020 Andrieja Rublowa, zanim w trzeciej rundzie przegrał z rozstawionym z numerem 8. Diego Schwartzmanem. Pod koniec września wystąpił we French Open, odpadając w pierwszej rundzie.
Sezon zakończył zwycięstwem w turnieju deblowym z kategorii ATP Tour Masters 1000 w Paryżu. W parze z Félixem Auger-Aliassime pokonali w finale parę Mate Pavić–Bruno Soares.

#### 2021
Hurkacz rozpoczął udanie sezon jako rozstawiony z czwórką w turnieju w Delray Beach. Pomyślnie dotarł do finału, gdzie pokonał Sebastiana Kordę, zdobywając swój drugi tytuł ATP. Następnie zagrał na Great Ocean Road Open 2021 w Melbourne, gdzie dotarł do ćwierćfinału zarówno w singlu, jak i w deblu. W Australian Open zagrał rozstawiony z numerem 26 i przegrał już w pierwszej rundzie z Mikaelem Ymerem.

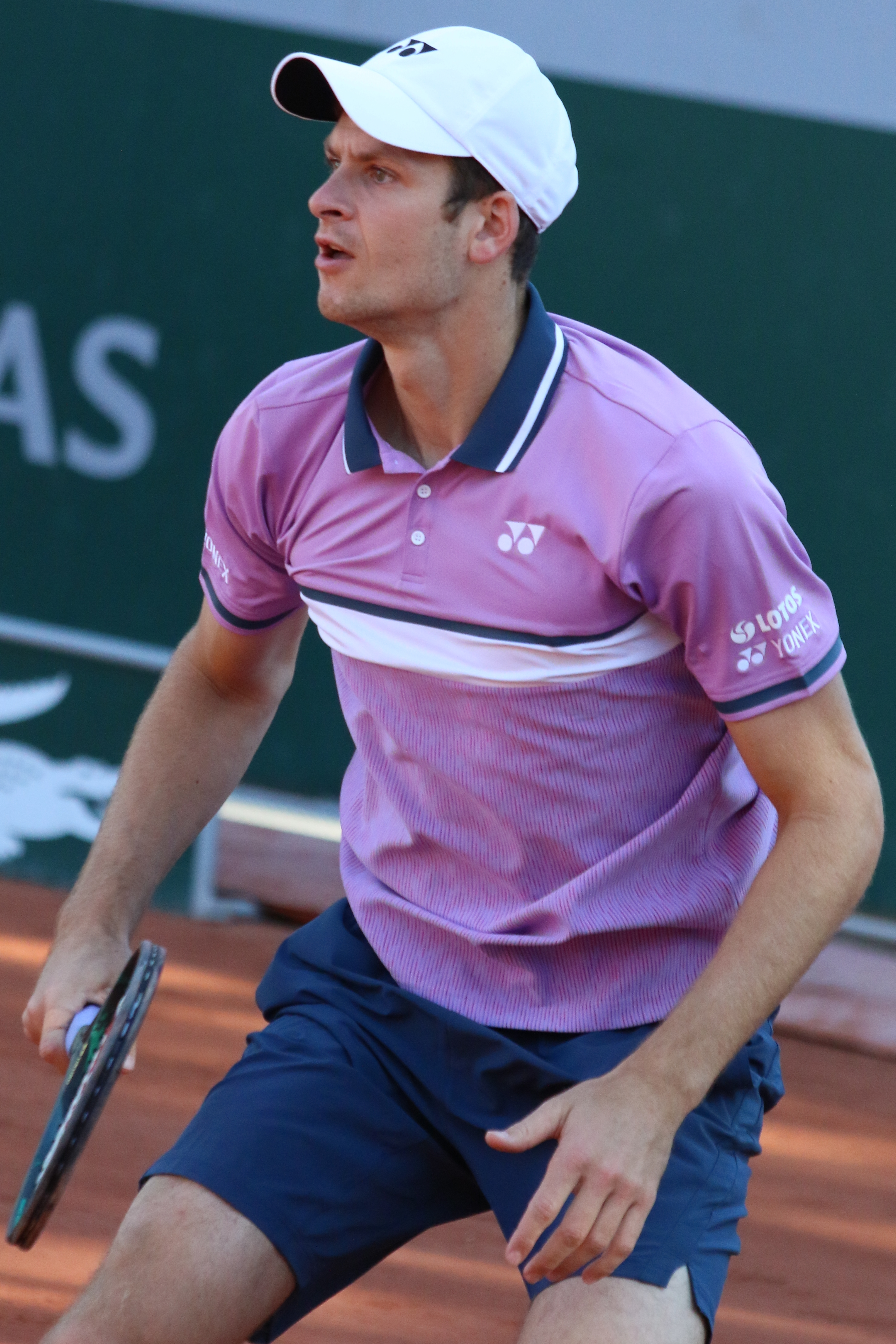
Hubert Hurkacz (2021)

Następny turniej jaki rozegrał odbył się na kortach twardych w Rotterdamie. Hubert dotarł tam do drugiej rundy przegrywając ze Stefanosem Tsitsipasem. Również w marcu Hubert Hurkacz przeniósł się do Stanów Zjednoczonych, gdzie wystąpił w Miami, turnieju rangi ATP Tour Masters 1000. Pokonał tam w ćwierćfinale Stefanosa Tsitsipasa, a w półfinale Andrieja Rublowa. W finale zmierzył się z Włochem Jannikiem Sinnerem, którego pokonał 7:6(4), 6:4 tym samym zdobywając swój trzeci w karierze tytuł ATP. Dzięki temu sukcesowi, 5 kwietnia wszedł po raz pierwszy do pierwszej dwudziestki osiągając 16. miejsce w rankingu.
Końcem maja wystąpił w wielkoszlemowym French Open, jednak poległ w pierwszej rundzie z kwalifikantem. Po krótkiej przerwie wystąpił w turnieju w Halle. W grze pojedynczej odpadł w pierwszej rundzie, a w deblu wystąpił w parze z Félixem Auger-Aliassime, gdzie polegli dopiero w finale. Następnie wystąpił rozstawiony z numerem 14. w Wimbledonie. W czwartej rundzie Hurkacz pokonał drugiego najwyżej rozstawionego tenisistę – Daniiła Miedwiediewa i dotarł do ćwierćfinału jako piąty Polak w historii. Tam pokonał wówczas ośmiokrotnego mistrza Wimbledonu i szóstego rozstawionego Rogera Federera w trzech setach. W półfinale przegrał z Matteo Berrettinim. Hurkacz stał się dopiero drugim Polakiem w historii, który dotarł do półfinału Wielkiego Szlema po Jerzym Janowiczu. Dzięki udanemu występowi w turnieju, 12 lipca został sklasyfikowany jako 11. rakieta świata.
Końcem lipca zadebiutował w przesuniętych o rok Igrzyskach Olimpijskich rozgrywanych w Tokio. Dotarł tam do drugiej rundy gry pojedynczej przegrywając z Brytyjczykiem Liamem Broady. Rozegrał jeszcze turniej deblowy w parze z Łukaszem Kubotem, jednak polegli już w pierwszej rundzie. Następnie przeniósł się do Stanów Zjednoczonych, gdzie rozegrał kilka turniejów, w tym US Open. Po nieudanych turniejach w USA wrócił do Europy, gdzie wystąpił w turnieju w Metz. Był tam najwyżej rozstawionym tenisistą i ostatecznie wygrał cału turniej, pokonując w finale Hiszpana Pablo Carreño-Bustę 7:6(2), 6:3. Hurkacz wystąpił również w deblu razem z Janem Zielińskim i także ten turniej padł łupem Polaków.
W październiku wziął udział w Indian Wells, który zakończył na ćwierćfinale. 18 października po raz pierwszy w karierze znalazł się w najlepszej dziesiątce świata, osiągając 10. miejsce w rankingu jako drugi Polak w historii. Wcześniej jedynie dokonał tego w 1977 roku Wojciech Fibak. Kolejny turniej, w którym wziął udział odbył się w Paryżu. Hurkacz osiągnął tam półfinał, w którym to przegrał z późniejszym triumfaorem imprezy Novakiem Đokovićem. Dzięki kolejnemu świetnemu występowi poprawił swoje miejsce w rankingu, stając się 9. rakietą świata. Sezon zakończył biorąc udział w ATP Finals, turnieju kończącym rozgrywki tenisowe roku 2021.

#### 2022
Nowy sezon Hubert Hurkacz rozpoczął udanie od drużynowych rozgrywek w ATP Cup. Polska drużyna osiągnęła tam po raz pierwszy w historii półfinał. Hurkacz wygrał swoje wszystkie trzy mecze grupowe, doznając porażki z Roberto Bautisto-Agutem dopiero w półfinale. Następnie zagrał w Australian Open odpadając w drugiej rundzie. Po krótkiej przerwie, rozstawiony z numerem 4. wystąpił w Rotterdamie zarówno w grze pojedynczej, jak i w deblu w parze z Félixem Auger-Aliassime. Grę pojedynczą i podwójną zakończył na drugiej rundzie. Kolejny turniej, w którym wziął udział odbył się w Dubaju. Hubert osiągnął tam po raz pierwszy w karierze półfinał turnieju rangi ATP Tour 500, przegrywając po bardzo wyrównanym meczu z Andriejem Rublowem 6:3, 5:7, 6(5):7.

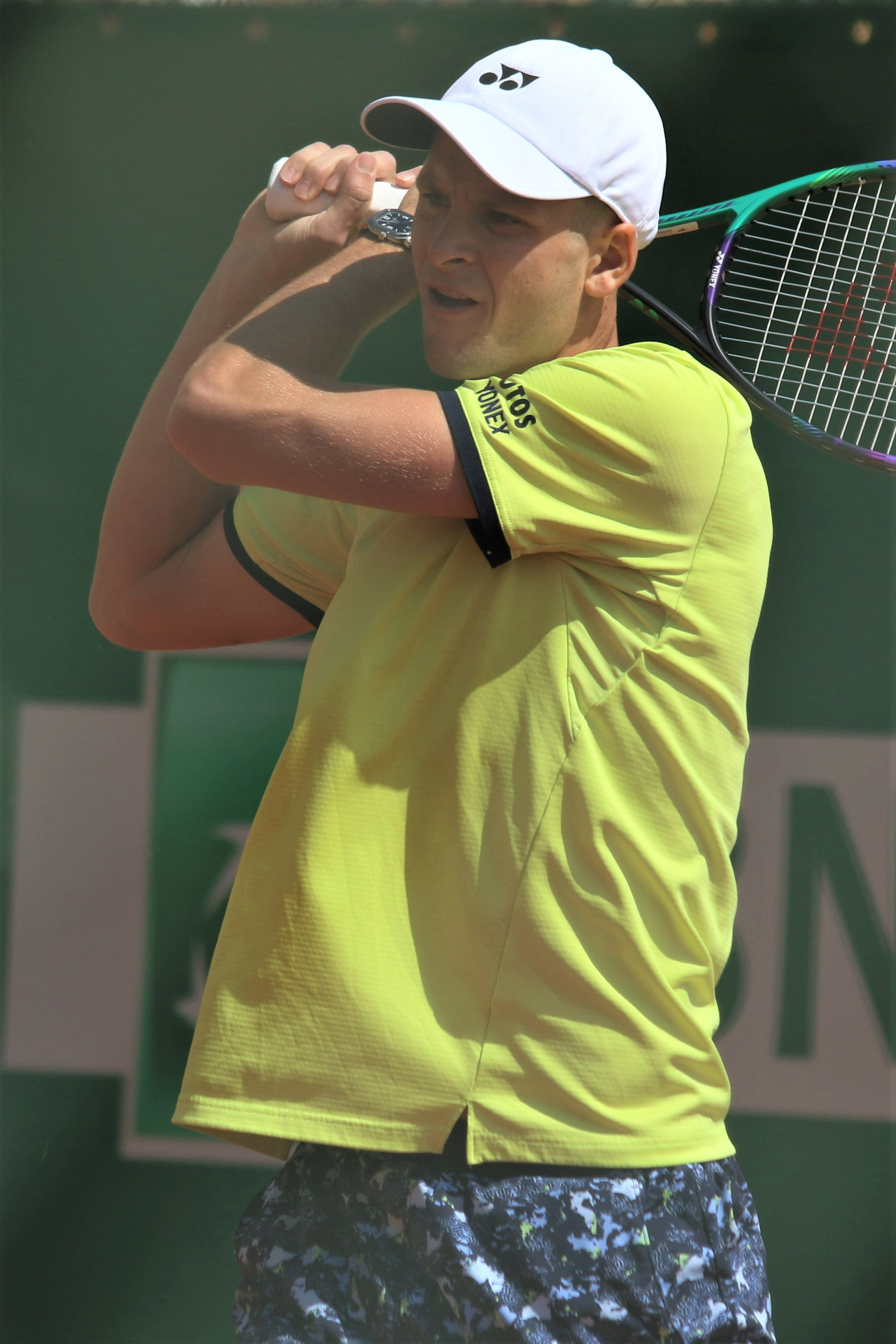
Hubert Hurkacz (2022)

W marcu Hurkacz, rozstawiony z numerem 8., bronił tytułu w Miami. Po wygranych z Arthurem Rinderknechem, Asłanem Karacewem i Lloydem Harrisem dotarł do ćwierćfinału, w którym pokonał jednego z faworytów Daniiła Miedwiediewa. W półfinale przegrał po wyrównanym meczu z Carlosem Alcarazem, późniejszym zwycięzcą turnieju. Dzięki otrzymaniu dzikiej karty wystąpił także w turnieju deblowym wspólnie z Johnem Isnerem. Duet wygrał cały turniej, pokonując w finale parę Wesley Koolhof–Neal Skupski.
Kolejny turniej, w którym wziął udział, odbył się w Monte Carlo. Polak zanotował tam swoje setne zwycięstwo w karierze, pokonując w drugiej rundzie Pedro Martíneza. Następnie pokonał Alberta Ramosa-Viñolasa i osiągnął swój pierwszy ćwierćfinał zawodów rangi ATP Tour Masters 1000 na korcie ziemnym. W ćwierćfinale uległ Grigorowi Dimitrowowi 4:6, 6:3, 6:7(2). W maju wziął udział w turnieju w Madrycie, odnosząc zwycięstwa nad Hugo Dellienem, Alejandro Davidovichem Fokiną i Dušanem Lajoviciem. Dotarł do ćwierćfinału, w którym przegrał z liderem rankingu Novakiem Đokoviciem. Wziął udział również w turnieju w Rzymie, ale przegrał z Davidem Goffinem w pierwszej rundzie.
W wielkoszlemowym French Open po raz pierwszy w karierze dotarł do czwartej rundy, w której przegrał z Casperem Ruudem w czterech setach. Tym meczem Hurkacz zakończył sezon na kortach ziemnych jako jeden z najlepszych w swojej dotychczasowej karierze z bilansem wygranych 9:3 (75% zwycięstw).
W czerwcu wygrał turniej deblowy w Stuttgarcie, występując w parze z Mate Paviciem. W grze pojedynczej poległ w pierwszej rundzie. Następnie wygrał turniej w Halle, osiągając tym samym swój pierwszy tytuł w 2022 roku oraz pierwszy tytuł na kortach trawiastych, a także swój pierwszy tytuł w zawodach rangi ATP Tour 500. Pokonał w finale lidera list światowych Daniiła Miedwiediewa 6:1, 6:4. Był to również jego piąty z rzędu wygrany finał singlowy. Dzięki temu został siódmym graczem w erze open, który w cyklu ATP wygrał swoich pierwszych pięć finałów. Zaledwie kilka dni później przegrał w pierwszej rundzie Wimbledonu z Alejandro Davidovichem Fokiną po zaciętym blisko czterogodzinnym meczu.
Po miesięcznej przerwie Hurkacz wrócił do gry w Montrealu. Dotarł do finału, a po drodze pokonał między innymi Nicka Kyrgiosa i Caspera Ruuda. W finale przegrał w trzech setach z Pablo Carreño-Bustą, a porażka zakończyła passę zwycięstw Hurkacza w finałach rozgrywek. W tym samym turnieju dotarł do półfinału w grze podwójnej z Janem Zielińskim, pokonując m.in. mistrzów French Open – parę Arévalo–Rojer. Kontynuował występy w Stanach Zjednoczonych również w turniejach w Cincinatti i US Open, jednak w obydwu zakończył swój udział w drugiej rundzie.
We wrześniu wziął udział w zawodach w Metzu jako obrońca tytułu i dotarł do półfinału po pokonaniu Dominica Thiema i Arthura Rinderknecha. W półfinale przegrał z późniejszym triumfatorem Lorenzo Sonego. Październikowe występy rozpoczął od rozgrywek w Astanie, gdzie pokonał Francisco Cerúndolo i Aleksandra Bublika odpowiednio w pierwszej i drugiej rundzie. Awansował do ćwierćfinału, w którym to przegrał ze Stefanosem Tsitsipasem.

### Kariera reprezentacyjna
W 2015 brał udział w zgrupowaniu reprezentacji Polski przed meczem Pucharu Davisa z Litwą. Rok później po raz pierwszy znalazł się w składzie reprezentacji – na (pierwsze w historii Polski) spotkanie w Grupie Światowej (z Argentyną). Jego rywalem w debiutanckiej grze singlowej był notowany wówczas na 41. miejscu w rankingu Leonardo Mayer – Polak przegrał 2:6, 6:7(3), 2:6. Przy wyniku 3:1 dla Argentyny (a więc gdy wiadomo już było, iż to tenisiści z Ameryki Południowej zwyciężą w całym spotkaniu) Hurkacz, po obronieniu w drugim secie 5 piłek meczowych, wygrał z 167. w rankingu ATP Renzo Olivo 4:6, 7:6(6), 6:4. We wrześniu 2016 znalazł się w składzie reprezentacji Polski na mecz Pucharu Davisa z Niemcami. Stawką rozgrywanego w Berlinie spotkania było utrzymanie w Grupie Światowej, Hurkacz przegrał z Florianem Mayerem (notowanym wówczas na 59. w rankingu ATP, najwyżej w karierze – 18. pozycja) 6:1, 6:7(8), 4:6, 5:7. Przy wyniku 2:2 decydujące o utrzymaniu w Grupie Światowej spotkanie Hurkacz przegrał z 67. w rankingu ATP Janem-Lennardem Struffem 6:7(4), 4:6, 1:6. W pierwszy weekend lutego Hurkacz brał udział w meczu reprezentacji Polski w Pucharze Davisa z Bośnią i Hercegowiną w Zenicy. Pierwszym rywalem Polaka był najwyżej notowany (82. w rankingu ATP) bośniacki tenisista – Damir Džumhur, któremu Polak uległ 6:7(1), 5:7, 5:7. Przy stanie 4:0 dla Bośni i Hercegowiny (a więc gdy było już wiadomo, że to gospodarze zwyciężą w całym spotkaniu) Hurkacza pokonał Tomislav Brkić – 7:6(10), 4:6, 7:5. Czwarty raz z rzędu Hurkacz w reprezentacji Polski występował w połowie września 2017. Stawką rozgrywanego w Bratysławie meczu Słowacja–Polska było utrzymanie w grupie I europejsko-afrykańskiej. W pierwszym spotkaniu Hurkacz przegrał z najwyżej notowanym słowackim tenisistą – Norbertem Gombosem 2:6, 2:6, 6:3, 4:6. Przy wyniku 3:1 dla Słowacji (a więc gdy wiadomo już było, iż to tenisiści gospodarzy zwyciężą w całym spotkaniu) Hurkacz przegrał z Jozefem Kovalíkiem 4:6, 5:7. W 2018 wrocławianin znalazł się w składzie reprezentacji Polski na mecz ze Słowenia w Mariborze, w pierwszym meczu przegrał się z Aljažem Bedene 4:6, 5:7, w spotkaniu decydującym o awansie (przy wyniku 2:2) Hurkacz pokonał Toma Kočevara-Dešmana 6:3, 6:2. Hurkacz znalazł się w składzie reprezentacji Polski na kwietniowy mecz z Zimbabwe, jednak kontuzja uniemożliwiła mu występ. We wrześniu 2018 Hurkacz wystąpił w meczu Rumunii z Polską w Klużu-Napoce, pokonał Adriana Ungura 7:6(3), 7:5 oraz sklasyfikowanego na 81. miejscu w rankingu ATP Mariusa Copila 6:3, 6:4. Polska wygrała z Rumunią 3:2 i uzyskała awans do grupy I.

## Statystyki

### Historia występów wielkoszlemowych
Legenda
     W, wygrany turniej
     F, przegrana w finale
     SF, przegrana w półfinale
     QF, przegrana w ćwierćfinale
     xR, przegrana w x rundzie
     A, brak startu
     NH, turniej nie odbył się

#### Występy w grze pojedynczej
| Australian Open        | A   | 2Q | 1R | 2R | 1R | 2R | 4R | QF | 2R | 0 / 7  | 10 – 7  |  |  |  |  |  |  |  |  |  |  |  |  |  |  |  |
| French Open            | A   | 2R | 1R | 1R | 1R | 4R | 3R | 4R |    | 0 / 7  | 9 – 7   |  |  |  |  |  |  |  |  |  |  |  |  |  |  |  |
| Wimbledon              | A   | 1R | 3R | NH | SF | 1R | 4R | 2R |    | 0 / 6  | 11 – 6  |  |  |  |  |  |  |  |  |  |  |  |  |  |  |  |
| US Open                | A   | 2R | 1R | 2R | 2R | 2R | 2R | 2R |    | 0 / 7  | 6 – 7   |  |  |  |  |  |  |  |  |  |  |  |  |  |  |  |
|                        |     |    |    |    |    |    |    |    |    |        |         |  |  |  |  |  |  |  |  |  |  |  |  |  |  |  |
| Ranking na koniec roku | 238 | 86 | 37 | 34 | 9  | 10 | 9  | 16 |    | 0 / 27 | 36 – 27 |  |  |  |  |  |  |  |  |  |  |  |  |  |  |  |

#### Występy w grze podwójnej
| Australian Open        | A   | A   | A   | 1R | 1R | A  | A   | A   | A | 0 / 2 | 0 – 2 |  |  |  |  |  |  |  |  |  |  |  |  |  |  |  |  |
| French Open            | A   | A   | 1R  | 2R | 1R | A  | A   | A   |   | 0 / 3 | 1 – 3 |  |  |  |  |  |  |  |  |  |  |  |  |  |  |  |  |
| Wimbledon              | A   | A   | A   | NH | A  | A  | A   | A   |   | 0 / 0 | 0 – 0 |  |  |  |  |  |  |  |  |  |  |  |  |  |  |  |  |
| US Open                | A   | A   | 1R  | A  | 2R | A  | A   | A   |   | 0 / 2 | 1 – 2 |  |  |  |  |  |  |  |  |  |  |  |  |  |  |  |  |
|                        |     |     |     |    |    |    |     |     |   |       |       |  |  |  |  |  |  |  |  |  |  |  |  |  |  |  |  |
| Ranking na koniec roku | 329 | 437 | 253 | 72 | 81 | 35 | 195 | 568 |   | 0 / 7 | 2 – 7 |  |  |  |  |  |  |  |  |  |  |  |  |  |  |  |  |

### Historia występów w juniorskim Wielkim Szlemie
| Gra pojedyncza  | Gra pojedyncza | Gra pojedyncza |
| --------------- | -------------- | -------------- |
|                 |                |                |
| Turniej         | 2014           | 2015           |
| Australian Open | A              | 1R             |
| French Open     | 2R             | 1R             |
| Wimbledon       | 1R             | 1R             |
| US Open         | 1R             | A              |

| Gra podwójna    | Gra podwójna | Gra podwójna |
| --------------- | ------------ | ------------ |
|                 |              |              |
| Turniej         | 2014         | 2015         |
| Australian Open | A            | F            |
| French Open     | 1R           | 2R           |
| Wimbledon       | 2R           | 1R           |
| US Open         | 1R           | A            |

#### Finały juniorskich turniejów wielkoszlemowych

##### Gra podwójna (0–1)
| Legenda               |
| Australian Open (0–1) |
| French Open (0–0)     |
| Wimbledon (0–0)       |
| US Open (0–0)         |

| Wygrane według nawierzchni |
| Twarda (0–1)               |
| Ceglana (0–0)              |
| Trawiasta (0–0)            |
| Dywanowa (0–0)             |

| Końcowy wynik | Rok  | Turniej         | Nawierzchnia | Partner     | Przeciwnicy               | Wynik finału   |
| Finalista     | 2015 | Australian Open | Twarda       | Alex Molčan | Jake Delaney Marc Polmans | 6:0, 2:6, 8–10 |

### Finały w turniejach ATP Tour
| Legenda                                      |
| -------------------------------------------- |
| Wielki Szlem                                 |
| Igrzyska olimpijskie                         |
| Tennis Masters Cup / ATP Finals              |
| ATP Masters Series / ATP Tour Masters 1000   |
| ATP International Series Gold / ATP Tour 500 |
| ATP International Series / ATP Tour 250      |

#### Gra pojedyncza (8–4)
| Końcowy wynik | Nr | Data                 | Turniej       | Nawierzchnia  | Przeciwnik            | Wynik finału        |
| ------------- | -- | -------------------- | ------------- | ------------- | --------------------- | ------------------- |
| Zwycięzca     | 1. | 24 sierpnia 2019     | Winston-Salem | Twarda        | Benoît Paire          | 6:3, 3:6, 6:3       |
| Zwycięzca     | 2. | 13 stycznia 2021     | Delray Beach  | Twarda        | Sebastian Korda       | 6:3, 6:3            |
| Zwycięzca     | 3. | 4 kwietnia 2021      | Miami         | Twarda        | Jannik Sinner         | 7:6(4), 6:4         |
| Zwycięzca     | 4. | 26 września 2021     | Metz          | Twarda (hala) | Pablo Carreño-Busta   | 7:6(2), 6:3         |
| Zwycięzca     | 5. | 19 czerwca 2022      | Halle         | Trawiasta     | Daniił Miedwiediew    | 6:1, 6:4            |
| Finalista     | 1. | 14 sierpnia 2022     | Montreal      | Twarda        | Pablo Carreño-Busta   | 6:3, 3:6, 3:6       |
| Zwycięzca     | 6. | 26 lutego 2023       | Marsylia      | Twarda (hala) | Benjamin Bonzi        | 6:3, 7:6(4)         |
| Zwycięzca     | 7. | 15 października 2023 | Szanghaj      | Twarda (hala) | Andriej Rublow        | 6:3, 3:6, 7:6(8)    |
| Finalista     | 2. | 29 października 2023 | Bazylea       | Twarda (hala) | Félix Auger-Aliassime | 6:7(3), 6:7(5)      |
| Zwycięzca     | 8. | 7 kwietnia 2024      | Estoril       | Ceglana       | Pedro Martínez        | 6:3, 6:4            |
| Finalista     | 3. | 23 czerwca 2024      | Halle         | Trawiasta     | Jannik Sinner         | 6:7(8), 6:7(2)      |
| Finalista     | 4  | 24 maja 2025         | Genewa        | Ceglana       | Novak Djoković        | 7:5, 6:7(2), 6:7(2) |

#### Gra podwójna (4–1)
| Końcowy wynik | Nr | Data             | Turniej   | Nawierzchnia  | Partner               | Przeciwnicy                 | Wynik finału         |
| ------------- | -- | ---------------- | --------- | ------------- | --------------------- | --------------------------- | -------------------- |
| Zwycięzca     | 1. | 8 listopada 2020 | Paryż     | Twarda (hala) | Félix Auger-Aliassime | Mate Pavić Bruno Soares     | 6:7(3), 7:6(7), 10–2 |
| Finalista     | 1. | 20 czerwca 2021  | Halle     | Trawiasta     | Félix Auger-Aliassime | Kevin Krawietz Horia Tecău  | 6:7(4), 4:6          |
| Zwycięzca     | 2. | 26 września 2021 | Metz      | Twarda (hala) | Jan Zieliński         | Hugo Nys Arthur Rinderknech | 7:5, 6:3             |
| Zwycięzca     | 3. | 2 kwietnia 2022  | Miami     | Twarda        | John Isner            | Wesley Koolhof Neal Skupski | 7:6(5), 6:4          |
| Zwycięzca     | 4. | 12 czerwca 2022  | Stuttgart | Trawiasta     | Mate Pavić            | Tim Pütz Michael Venus      | 7:6(3), 7:6(5)       |

### Mecze wPucharze Davisa

#### Gra pojedyncza
| Wygrane według nawierzchni |
| Twarda (2–4)               |
| Ceglana (5–5)              |
| Trawiasta (0–0)            |

| Rok  | Faza                                                          | Nawierzchnia     | Przeciwnik         | Wynik                 |
| 2016 | I runda Grupy Światowej                                       | Twarda (w hali)  | Leonardo Mayer     | 2:6, 6:7(3), 2:6      |
| 2016 | I runda Grupy Światowej                                       | Twarda (w hali)  | Renzo Olivo        | 4:6, 7:6(6), 6:4      |
| 2016 | Baraże o utrzymanie w Grupie Światowej                        | Ceglana          | Florian Mayer      | 6:1, 6:7(6), 4:6, 5:7 |
| 2016 | Baraże o utrzymanie w Grupie Światowej                        | Ceglana          | Jan-Lennard Struff | 6:7(4), 4:6, 1:6      |
| 2017 | I runda strefy europejsko-afrykańskiej (Grupa I)              | Twarda (w hali)  | Damir Džumhur      | 6:7(1), 5:7, 5:7      |
| 2017 | I runda strefy europejsko-afrykańskiej (Grupa I)              | Twarda (w hali)  | Tomislav Brkić     | 6:7(1), 6:4, 5:7      |
| 2017 | baraże o utrzymanie w Grupie I strefy europejsko-afrykańskiej | Ceglana          | Norbert Gombos     | 2:6, 2:6, 6:3, 4:6    |
| 2017 | baraże o utrzymanie w Grupie I strefy europejsko-afrykańskiej | Ceglana          | Jozef Kovalík      | 4:6, 5:7              |
| 2018 | I runda strefy europejsko-afrykańskiej (Grupa II)             | Twarda (w hali)  | Aljaž Bedene       | 4:6, 5:7              |
| 2018 | I runda strefy europejsko-afrykańskiej (Grupa II)             | Twarda (w hali)  | Tom Kočevar-Dešman | 6:3, 6:2              |
| 2018 | III runda strefy europejsko-afrykańskiej (Grupa II)           | Ceglana (w hali) | Adrian Ungur       | 7:6(3), 7:5           |
| 2018 | III runda strefy europejsko-afrykańskiej (Grupa II)           | Ceglana (w hali) | Marius Copil       | 6:3, 6:4              |
| 2019 | Grupa III strefy europejsko-afrykańskiej                      | Ceglana          | Lucas Catarina     | 6:4, 6:2              |
| 2019 | Grupa III strefy europejsko-afrykańskiej                      | Ceglana          | Stefanos Tsitsipas | 3:6, 1:6              |
| 2019 | Grupa III strefy europejsko-afrykańskiej                      | Ceglana          | Christophe Tholl   | 6:3, 6:3              |
| 2019 | Grupa III strefy europejsko-afrykańskiej                      | Ceglana          | Kristjan Tamm      | 6:1, 7:5              |

#### Gra podwójna
| Wygrane według nawierzchni |
| Twarda (0–0)               |
| Ceglana (1–0)              |
| Trawiasta (0–0)            |

| Rok  | Faza                                     | Nawierzchnia | Partner      | Przeciwnicy                 | Wynik    |
| 2019 | Grupa III strefy europejsko-afrykańskiej | Ceglana      | Łukasz Kubot | Tom Diederich Chris Rodesch | 6:1, 6:4 |

### Zwycięstwa nad zawodnikami klasyfikowanymi w danym momencie w czołowej dziesiątce rankingu ATP
| Rok     | 2019 | 2020 | 2021 | 2022 | 2023 | 2024 | 2025 | Łącznie |
| Wygrane | 4    | 1    | 4    | 5    | 2    | 1    | 1    | 18      |

| Lp.  | Zawodnik              | Ranking | Turniej                            | Nawierzchnia | Runda        | Wynik                      |
| ---- | --------------------- | ------- | ---------------------------------- | ------------ | ------------ | -------------------------- |
| 2019 |                       |         |                                    |              |              |                            |
| 1.   | Kei Nishikori         | Nr 6    | Dubai Tennis Championships, Dubaj  | Twarda       | 2. runda     | 7:5, 5:7, 6:2              |
| 2.   | Kei Nishikori         | Nr 7    | Indian Wells Masters, Indian Wells | Twarda       | 3. runda     | 4:6, 6:4, 6:3              |
| 3.   | Dominic Thiem         | Nr 4    | Miami Open, Miami                  | Twarda       | 2. runda     | 6:4, 6:4                   |
| 4.   | Stefanos Tsitsipas    | Nr 5    | Canadian Open, Montreal            | Twarda       | 2. runda     | 6:4, 3:6, 6:3              |
| 2020 |                       |         |                                    |              |              |                            |
| 5.   | Dominic Thiem         | Nr 4    | ATP Cup, Sydney                    | Twarda       | Faza grupowa | 3:6, 6:4, 7:6(5)           |
| 2021 |                       |         |                                    |              |              |                            |
| 6.   | Stefanos Tsitsipas    | Nr 5    | Miami Open, Miami                  | Twarda       | Ćwierćfinał  | 2:6, 6:3, 6:4              |
| 7.   | Andriej Rublow        | Nr 8    | Miami Open, Miami                  | Twarda       | Półfinał     | 6:3, 6:4                   |
| 8.   | Daniił Miedwiediew    | Nr 2    | Wimbledon, Londyn                  | Trawiasta    | 4. runda     | 2:6, 7:6(2), 3:6, 6:3, 6:3 |
| 9.   | Roger Federer         | Nr 8    | Wimbledon, Londyn                  | Trawiasta    | Ćwierćfinał  | 6:3, 7:6(4), 6:0           |
| 2022 |                       |         |                                    |              |              |                            |
| 10.  | Jannik Sinner         | Nr 10   | Dubai Tennis Championships, Dubaj  | Twarda       | Ćwierćfinał  | 6:3, 6:3                   |
| 11.  | Daniił Miedwiediew    | Nr 2    | Miami Open, Miami                  | Twarda       | Ćwierćfinał  | 7:6(7), 6:3                |
| 12.  | Félix Auger-Aliassime | Nr 9    | Halle Open, Halle                  | Trawiasta    | Ćwierćfinał  | 7:6(2), 7:6(4)             |
| 13.  | Daniił Miedwiediew    | Nr 1    | Halle Open, Halle                  | Trawiasta    | Finał        | 6:1, 6:4                   |
| 14.  | Casper Ruud           | Nr 7    | Canadian Open, Montreal            | Twarda       | Półfinał     | 5:7, 6:3, 6:2              |
| 2023 |                       |         |                                    |              |              |                            |
| 15.  | Stefanos Tsitsipas    | Nr 4    | Cincinnati Masters, Cincinnati     | Twarda       | 3. runda     | 6:3, 6:4                   |
| 16.  | Andriej Rublow        | Nr 7    | Shanghai Masters, Szanghaj         | Twarda       | Finał        | 6:3, 3:6, 7:6(8)           |
| 2024 |                       |         |                                    |              |              |                            |
| 17.  | Alexander Zverev      | Nr 4    | Halle Open, Halle                  | Trawiasta    | Półfinał     | 7:6(2), 6:4                |
| 2025 |                       |         |                                    |              |              |                            |
| 18.  | Taylor Fritz          | Nr 4    | Geneva Open 2025, Genewa           | Ceglana      | Ćwierćfinał  | 6:3, 7:6(5)                |